# 발음 구별 기호
발음 구별 기호(發音區別記號, 영어: diacritic, 그리스어: διακριτικός. ‘구별하다’라는 뜻)는 글자에 붙여서 그 글자가 들어간 낱말의 철자를 바꾸는 데 쓰이는 표지이다. 분음 부호(分音符號)라고도 한다.
발음 구별 기호는 보통 글자의 위쪽이나 아래쪽에 붙지만, 글자의 위쪽이나 아래쪽에 붙은 모든 표지가 발음 구별 기호는 아니다. 예를 들어 로마자의 i와 j 위에 있는 점은 발음 구별 기호라기보다는 그 자체로 하나의 글자를 이룬다. 또한 어떤 표지는 언어에 따라서 발음 구별 기호일 수도 있고 하나의 글자에 포함될 수도 있다.

## 로마자의 발음 구별 기호
로마자의 기본적인 발음구별기호는 다음과 같다.
| - ¯ 매크론(Macron) - ´ 어큐트(Acute) - ´´ 더블 어큐트 - ` 그레이브(Grave) - `` 더블 그레이브(Grave) - ^ 서컴플렉스(Circumflex) - ˇ 캐론(Caron) - ~ 틸드(Tilde) - ˚ 위 링(Ring) - ˘ 브레베(Breve) - ̑ 반전 브레베( Breve) | - ˙ 위 닷(Dot) - ¨ 디애레시스(Diaeresis) - ̉ 위 후크(Hook) - ̛ 혼(Horn) - ¸ 세딜라(Cedilla) - ˛ 오고넥(Ogonek) - - 바(Bar, 문자 중간에 긋는다) - / 슬래시(Slash, 문자 중간에 긋는다) |

또한, 위에 있는 기본적인 발음구별기호들을 동시에 한 문자에 사용할 수도 있다.(ex.Ấ,Ṝ,...)

## 라틴 문자가 아닌 문자의 발음 구별 기호

### 그리스 문자
그리스어 문자 표기에는, 강세, 약세, 장음 기호 외에 다음과 같은 기호가 존재한다.
- ῾◌ – 거센 숨표 (spiritus asper): ἁ ἑ ἡ ἱ ὁ ὑ ὡ / αἱ οἱ υἱ
- ᾿◌ – 부드러운 숨표 (spiritus lenis): ἀ ἐ ἠ ἰ ὀ ὐ ὠ / αἰ εἰ εὐ οἰ
- ◌ͺ (ᾳ) – 밑에 쓴 요타(iota subscriptum). 고대 그리스어의 낱말 변화에서 소리 값이 달라지는 장모음을 표기할 때에 이용.

### 산스크리트

자음 문자와 모음 문자가 결합된 데바나가리의 예, 자음 क 에 여러 모음이 결합되어 있다.

### 아랍 문자
아랍 문자에는 모음을 위한 문자가 없기 때문에, 아랍어 및 아랍 문자를 사용하는 언어들에서는 문자에 특별한 발음 기호들이 존재한다.
- 모음기호 ( حركات 하라카트[*] 또는 تشكيل 타쉬킬[*]):
  - [a] - 파트하' (ــَـ)
  - [i] - 카스라 (ــِـ)
  - [u] - 돰마 (ــُـ)
  - 스쿤(ــْـ) (모음이 없음)
- 모음 기호는, 모음 발음을 나타내는 것 외에, 문법적인 역할을 표시하는 용도가 있다. 구체적으로 단어의 마지막 글자에 붙은 모음 기호는 형 변화의 의미를 포함한다.
  - 명사의 경우, 돰마[u]는 주격, 파트하[a]는 대격, 카스라[i]는 속격을 의미한다.
  - 동사의 경우, 돰마[u]는 미완료, 파트하[a]는 완료, 스쿤은 명령형을 의미한다.
- ء(함자) : 성문 폐쇄음을 표기하는 기호 ( 알리프, 와우, 야에 붙는 함자(ئ ؤ إ أ ) 및 단독 함자 (ء)가 있다.
- 탄윈(ــًــٍــٌـ) (تنوين) : 아랍어의 모음 및 문법의 격을 표시하는 기호. ـً 기호는 일반적으로 알리프가 뒤에 표시된다(예: ـًا ).
- 샷다(ــّـ) : 같은 자음이 두번 옴을 표시.
- 와슬라 (ٱ) : 단어의 맨 앞에 자주 쓰이며, 대화의 맨 처음은 함자의 발음, 그 외에는 묵음 처리가 됨을 표시한다.
- 맛다 (آ) : 알리프 앞에 오는 함자(ءا)의 축약형으로, 함자 발음 후에 장음[a:]를 읽어야 한다. /aː/, (예: ءاداب، ءاية، قرءان، مرءاة 는 각각 آداب، آية، قرآن، مرآة으로 표기한다.)
- 윗첨자 알리프 (ــٰـ) : 일부 단어에서 알리프가 떨어져 나갔을 때 장음[a:]를 표시하기 위한 기호이다.

### 한글

방점이 표기된 한글 표기

중세 한국어가 표기된 문헌에서 발견되는 방점 기호는 성조를 표기하기 위한 기호이다.

### 히브리 문자
히브리 문자는 자음을 표기하기 위한 기호로, 반모음 표기 문자가 장모음 표기에 이용되며, 추가로 문자의 위아래에 발음을 위한 기호가 존재한다. (마소렛을 참조)

창세기 1장9절의 일부 "하느님께서 말씀하시기를 “물은 한곳으로 모여라"
검정: 문자, 빨강 : 니쿠드, 파랑 : 영창 기호

- 니쿠드 - 히브리 문자의 위아래에 표기되는 기호로, 모음 부호 또는 읽는 법이 두가지 있음을 구별하는 기호.
  -  ּ – 다게쉬
  -  ּ – 매피크
  -  ֿ – 라페
  -  ׁ – 쉰 도트 (오른쪽 위 - [sh])
  -  ׂ – 신 도트 (왼쪽 위 - [s])
  -  ְ – 슈와
  -  ֻ – 쿠부츠
  - ֹ◌ – 할람
  -  ָ – 카마츠
  -  ַ – 파타크
  -  ֶ – 세골
  -  ֵ – 체이레
  -  ִ – 히리크
- 그 외
  -  ׳ – 게레취
  -  ״ – 게샤임

## 기타

세르비아어 키릴 문자의 필기체. 왼쪽의 줄은 원래 키릴 문자, 가운데의 줄은 러시아어 필기체, 오른쪽의 줄은 세르비아어 필기체.

세르비아어 키릴 문자의 필기체는 러시아어 필기체와는 다르다. 이 때 т의 필기체가 러시아어에서는 т이지만, 세르비아어에서는 다르다. 러시아어 필기체의 т를 뒤집은 모습으로 쓰는데, 이 때 ш의 필기체와 같게 보이기 때문에 위에 선을 그어 혼동을 막는다. 이도 관점에 따라서는 발음 구별 기호의 일종으로 볼 수 있다.

## 같이 보기
- 아포스트로피

## 유형
로마자를 기반으로 하는 음소문자에 사용되는 발음 구별 기호의 유형은 다음과 같다.
- 악센트(양음, 억음, 곡절이 원래 그리스어의 폴리토닉 전사에서 다른 유형의 음조 악센트를 나타내는 데 사용되었기 때문에 그렇게 불림)

  - ◌́ – 양음 부호(라틴어: 꼭대기); 예: ó
  - ◌̀ – 억음 부호; 예: ò
  - ◌̂ – 곡절 부호; 예: ô
  - ◌̌ – 반대 곡절 부호, 쐐기; 예: ǒ
  - ◌̋ – 이중 양음 부호; 예: ő
  - ◌̏ – 이중 억음 부호; 예: ȍ
- 하나의 점
  - ◌̇ – 윗점은 많은 정서법과 전사에 사용된다; 예: ȯ
  - ◌̣ – 아랫점도 많은 정서법과 전사에 사용된다; 예: ọ
  - ◌·◌ – 가운뎃점은 카탈루냐어 ela geminada(l·l)에 사용된다
  - ◌͘  – 오른쪽 위의 점은 백화자에 사용된다
  - 티틀, 현대 소문자 라틴 ⟨i⟩와 ⟨j⟩의 위 첨자 점
- 두 개의 점:
  - 두 개의 윗점 (◌̈)은 움라우트, 트레마 등에 사용된다; (예: ö)
  - 두 개의 아랫점 (◌̤)은 국제 음성 기호 (IPA) 및 ALA-LC 로마자 표기법에 사용된다
  - ◌ː – 쌍점, IPA에서 장모음을 표시하는 데 사용된다 (점들은 삼각형이며 원형이 아니다).
- 곡선
  - ◌̆ – 브레베; 예: ŏ
  - ◌̑ – 역브레베; 예: ȏ
  - ◌͗ – 시실리쿠스, 고문자학적 발음 구별 기호로 반대 곡절 부호 또는 브레베와 유사하다
  - ◌̃ – 물결표; 예: õ
  - ◌҃ – 티틀로
- 수직선
  - ◌̩ – 아래 첨자 수직선은 IPA에서 음절성을 표시하는 데 사용되며 라인도큐멘타에서 슈와를 표시하는 데 사용된다
  - ◌̍ – 위 첨자 수직선은 백화자에 사용된다
- 매크론 또는 수평선
  - ◌̄ – 매크론; 예: ō
  - ◌̱ – 밑줄
- 오버레이
  - ◌⃓ – 글자를 가로지르는 수직선
  - ◌̷ – 글자를 가로지르는 사선; 예: ø
  - ◌̵ – 글자를 가로지르는 가로줄
- 고리
  - ◌̊ – 윗고리: 예: å
- 위 첨자 곱슬
  - ◌̓ – 아포스트로피
  - ◌̒ – 역아포스트로피
  - ◌̔ – 뒤집힌 아포스트로피
  - ◌̉ – 윗갈고리(베트남어: dấu hỏi)
  - ◌̛ – 뿔(베트남어: dấu móc); 예: ơ
- 아래 첨자 곱슬
  - ◌̦ – 아래쉼표; 예: ș
  - ◌̧ – 세디유; 예: ç
  - ◌̡ ◌̢ – 갈고리, 왼쪽 또는 오른쪽, 때때로 위 첨자
  - ◌̨ – 오고넥; 예: ǫ
- 이중 부호 (두 개의 기본 문자 위 또는 아래)
  - ◌͝◌ – 이중 브레베
  - ◌͡◌ – 묶음선 또는 위 합자
  - ◌᷍◌ – 이중 곡절
  - ◌͞◌ – 롱굼
  - ◌͠◌ – 이중 물결표
- 이중 아래/위 첨자 발음 구별 기호
  - ◌̧ ̧ – 이중 세디유
  - ◌̨ ̨ – 이중 오고넥
  - ◌̈ ̈ – 이중 트레마
  - ◌ͅͺ – 이중 이포게그라메니

물결표, 점, 쉼표, 티틀로, 아포스트로피, 바, 쌍점은 때때로 발음 구별 기호이지만, 다른 용도로도 사용된다.
모든 발음 구별 기호가 수정하는 글자 옆에 나타나는 것은 아니다. 예를 들어 가나의 왈리어에서는 아포스트로피가 모음의 품질 변화를 나타내지만, 단어의 시작 부분에 나타난다. 예를 들어 'Bulengee'와 'Dolimi' 방언에서 그렇다. 모음 조화 때문에 단어의 모든 모음이 영향을 받으므로 발음 구별 기호의 범위는 전체 단어이다. 아부기다 문자, 예를 들어 힌디어와 태국어를 쓰는 데 사용되는 문자에서는 발음 구별 기호가 모음을 나타내며, 수정하는 자음 문자 위, 아래, 앞, 뒤 또는 주위에 나타날 수 있다.
라틴 음소문자의 글자 ⟨i⟩ 또는 글자 ⟨j⟩ 위의 티틀 (점)은 원래 미님 (아래 획)으로부터 ⟨i⟩를 명확하게 구별하기 위한 발음 구별 기호로 시작되었다. 이 기호는 11세기에 ii 순서(예: ingeníí)에서 처음 나타났고, 그 다음 m, n, u에 인접한 i로 확산되었으며, 마지막으로 모든 소문자 i에 적용되었다. 원래 i의 변형이었던 ⟨j⟩는 티틀을 물려받았다. 발음 구별 기호의 형태는 처음에는 오늘날의 양음 부호와 유사한 모습에서 15세기까지 긴 장식적인 형태로 발전했다. 로만체의 등장으로 오늘날 우리가 사용하는 둥근 점으로 축소되었다.
동유럽의 여러 언어는 자음과 모음 모두에 발음 구별 기호를 사용하는 반면, 서유럽에서는 이중음자가 자음 소리를 변경하는 데 더 자주 사용된다. 유럽의 대부분 언어는 모음에 발음 구별 기호를 사용하지만, 영어는 일반적으로 사용하지 않는다(일부 예외 제외).

## 라틴 문자가 아닌 음소문자에 특유한 발음 구별 기호

### 아랍어
- (ئ ؤ إ أ 및 독립형 ء) 함자: 성문 파열음을 나타낸다.
- (ــًــٍــٌـ) 탄윈 (تنوين) 기호: 아랍어에서 문법적 역할을 한다. 기호 ـً은 가장 일반적으로 알리프와 함께 쓰이며, 예: ـًا.
- (ــّـ) 샤다: 자음의 중복(두 배)을 나타낸다.
- (ٱ) 와슬라: 대부분 단어의 시작 부분에 온다. 이 글자가 말의 시작 부분에서 읽힐 때만 발음되는 함자의 한 종류를 나타낸다.
- (آ) 마따: 알리프가 뒤따르는 함자의 서면 대체 형태, 즉 (ءا). 성문 파열음 뒤에 긴 /aː/가 오는 것으로 읽히며, 예: ءاداب، ءاية، قرءان، مرءاة는 각각 آداب، آية، قرآن، مرآة로 쓰인다. 이 쓰기 규칙은 함자 뒤에 오는 알리프가 단어의 어간 부분이 아닐 때는 적용되지 않는다. 예: نتوءات는 어간 نتوء에 함자 뒤에 오는 알리프가 없으므로 نتوآت로 쓰이지 않는다.
- (ــٰـ) 위첨자 알리프 (또한 "짧은" 또는 "단도 알리프": 일부 희귀 단어의 쓰기에서 생략된 원래 알리프의 대체 형태이다. 예: لاكن은 단어 발음에서 발견되는 원래 알리프로 쓰이지 않고, 대신 لٰكن으로 쓰인다.
- 하카라트 (아랍어: حركات 또는 تشكيل 타슈킬이라고도 함):
  - (ــَـ) 파트하 (a)
  - (ــِـ) 카스라 (i)
  - (ــُـ) 담마 (u)
  - (ــْـ) 수쿤 (모음 없음)
- 하카라트 또는 모음 부호는 두 가지 목적을 수행한다:
  - 음성 안내 역할을 한다. 짧은 모음(파트하, 카스라, 또는 담마)의 존재 또는 부재(수쿤)를 나타낸다.
  - 단어의 마지막 글자에서는 모음 부호가 굴절 격 또는 활용 분위기를 반영한다.
    - 명사에는 담마가 주격, 파트하가 목적격, 카스라가 소유격이다.
    - 동사에는 담마가 불완료상, 파트하가 완료상, 수쿤은 명령형 또는 요우스티브이다.
- 모음 부호 또는 타슈킬은 자음 부호 또는 이아잠 (إعجام)과 혼동해서는 안 된다. 즉, 동일하거나 유사한 라스 형태의 글자를 구별하기 위해 자음 위나 아래에 쓰이는 한, 두, 또는 세 개의 점이다.

### 그리스어
이러한 발음 구별 기호는 양음, 억음, 곡절 악센트 및 트레마 외에 사용된다:
- ◌ͺ – 이오타 서브스크립트(ᾳ, εͅ, ῃ, ιͅ, οͅ, υͅ, ῳ)
- ῾◌ – 거친 발음(고대 그리스어: δασὺ πνεῦμα dasỳ pneûma[*], 라틴어: spīritus asper): 흡기
- ᾿◌ – 부드러운 (또는 부드러운) 발음(고대 그리스어: ψιλὸν πνεῦμα psilòn pneûma[*], 라틴어: spīritus lēnis): 흡기 없음

### 히브리어
- 니쿠드
  -  ּ – 다게쉬
  -  ּ – 마피크
  -  ֿ – 라페

창세기 1:9 "하나님이 이르시되 물이 한 곳으로 모이라".
검은색 글자, 붉은색 니쿠드, 파란색 칸틸레이션

  -  ׁ – 신 점 (오른쪽 상단)
  -  ׂ – 신 점 (왼쪽 상단)
  -  ְ – 슈바
  -  ֻ – 쿠부츠
  - ֹ◌ – 홀람
  -  ָ – 카마츠
  -  ַ – 파타흐
  -  ֶ – 세골
  -  ֵ – 체이레
  -  ִ – 히리크

(칸틸레이션 부호는 일반적으로 제대로 렌더링되지 않는다; 웹 브라우저에서 최대한 볼 수 있는 방법과 함께 전체 표는 히브리어 칸틸레이션#타아밈의 이름과 형태를 참조한다.)
- 기타
  -  ׳ – 게레쉬
  -  ״ – 게르샤임

### 한국어

한글, 한국어 음소문자

방점(방점; 傍點)이라고 알려진 발음 구별 기호 〮와 〯는 중세 한국어의 음조 악센트를 표시하기 위해 한글에서 사용되었다. 이들은 세로쓰기에서는 음절 왼쪽에, 가로쓰기에서는 음절 위에 쓰였다.

### 산스크리트어 및 인도어

데바나가리 문자(브라흐미 계열) 합성 문자들은 모음과 자음이 결합된 형태로, 발음 구별 기호를 가지고 있다. 여기서는 क(k)가 모음 발음 구별 기호와 함께 표시되어 있다.
즉:
ा, ि, े, ु, ौ ़, ः, 등

### 시리아어
- 문자 위와 아래의 점은 [a]를 나타내며, a 또는 ă로 음역된다.
- 문자 위에 대각선으로 배치된 두 점은 [ɑ]를 나타내며, ā 또는 â 또는 å로 음역된다.
- 문자 아래에 수평으로 배치된 두 점은 [ɛ]를 나타내며, e 또는 ĕ로 음역된다. 동시리아 방언에서는 종종 [ɪ]로 발음되고 i로 음역된다.
- 문자 아래에 대각선으로 배치된 두 점은 [e]를 나타내며, ē로 음역된다.
- 베트 밑의 점은 부드러운 [v] 소리를 나타내며, v로 음역된다.
- 가멜 밑의 물결표(~)는 [dʒ] 소리를 나타내며, j로 음역된다.
- 와우 문자에 점이 아래에 있으면 [u]를 나타내며, ū 또는 u로 음역된다.
- 와우 문자에 점이 위에 있으면 [o]를 나타내며, ō 또는 o로 음역된다.
- 요드 문자에 점이 아래에 있으면 [i]를 나타내며, ī 또는 i로 음역된다.
- 카프 밑의 물결표(~)는 [t͡ʃ] 소리를 나타내며, ch 또는 č로 음역된다.
- 페흐 밑의 반원은 [f] 소리를 나타내며, f 또는 ph로 음역된다.

위의 모음 부호 외에도, 시리아어 음역에는 원래 아람어의 슈와가 시리아어 발전 과정에서 어느 시점에 사라진 것을 나타내기 위해 ə, e̊ 또는 위첨자 e (또는 종종 아무것도 없음)가 포함되기도 한다. 일부 음역 체계에서는 나선음화를 나타내거나 역사적 이유로 슈와의 포함이 필요하다고 본다.

## 음소문자 외 문자
일부 음소문자 외 문자도 본질적으로 발음 구별 기호로 기능하는 기호를 사용한다.
- 순수 아브자드 (예: 히브리어 및 아랍어 문자) 및 아부기다는 모음을 나타내기 위해 발음 구별 기호를 사용한다. 히브리어와 아랍어도 발음 구별 기호로 자음 중복 및 변화를 나타낸다; 히브리어와 데바나가리 문자는 외국어 소리를 위해 이를 사용한다. 데바나가리 및 관련 아부기다도 모음의 부재를 표시하기 위해 비라마라고 불리는 발음 구별 기호를 사용한다. 또한 데바나가리는 모음 비음화를 위해 문드라 빈두 ( ँ )를 사용한다.
- 통일 캐나다 원주민 음절문자는 중간음(Medials) 및 최종음(Finals)으로 알려진 음소문자 속성을 가진 발음 구별 기호를 포함하여 여러 유형의 발음 구별 기호를 사용한다. 장모음은 원래 음절 자체를 가로지르는 음선으로 표시되어 자체를 깨진 것처럼 보이게 했지만, 현대 형태에서는 윗점을 사용하여 모음 길이를 나타낸다. 일부 스타일에서는 윗고리가 [j] 비접촉음이 있는 장모음을 나타낸다. 또 다른 발음 구별 기호인 "안쪽 고리"는 [p]를 [f]로, [t]를 [θ]로 변경하기 위해 자체의 머리 부분에 배치된다. 음절 자체 옆에 배치되는 "w-점"과 같은 중간음은 음절 시작 자음과 핵 모음 사이에 [w]가 배치됨을 나타낸다. 최종음은 음절 코다 자음을 나타낸다. 단어 중간 위치의 일부 음절 코다 자음은 "h-체크"와 같이 다음 음절의 자음 강화음을 나타낸다.
- 일본어 히라가나와 가타카나 음절문자는 탁점 (◌゛)과 반탁점 (◌゜) 기호(일본어: 濁点 및 半濁点)를 사용하며, 니고리(濁 "탁함") 또는 텐텐(点々 "점점") 및 마루(丸 "원")라고도 불리며, 유성음 또는 다른 음성 변화를 나타낸다.
- 이모티콘은 특히 인기 있는 이미지보드에서 일본어 이모티콘에 발음 구별 기호로 흔히 만들어진다.

## 알파벳 순서 또는 콜레이션
언어마다 발음 구별 기호가 있는 문자를 음소문자 순서로 배열하는 규칙이 다르다. 예를 들어, 프랑스어와 포르투갈어는 발음 구별 기호가 있는 문자를 정렬 및 사전 목적으로 기본 문자와 동일하게 취급한다. 대조적으로 스칸디나비아 언어와 핀란드어는 발음 구별 기호가 있는 문자 ⟨å⟩, ⟨ä⟩, ⟨ö⟩를 음소문자의 별개의 문자로 취급하며, ⟨z⟩ 다음에 정렬한다. 일반적으로 ⟨ä⟩(a-움라우트)와 ⟨ö⟩(o-움라우트)[스웨덴어와 핀란드어에서 사용됨]는 ⟨æ⟩(애쉬)와 ⟨ø⟩(o-슬래시)[덴마크어와 노르웨이어에서 사용됨]와 동일하게 정렬된다. 또한, ⟨å⟩의 대체 철자로 사용될 때 aa는 그 자체로 정렬된다. 발음 구별 기호로 수정된 다른 글자들은 기본 글자의 변형으로 취급되며, ⟨ü⟩는 y와 함께 정렬되는 경우가 많다.
액센트가 있는 글자를 기본 글자의 변형으로 취급하는 언어는 일반적으로 그러한 기호가 있는 단어를 유사한 표시 없는 단어 바로 뒤에 알파벳순으로 배열한다. 예를 들어, 독일어에서 두 단어가 움라우트 유무에 의해서만 다른 경우, 움라우트가 없는 단어가 독일어 사전에서 먼저 정렬된다 (예: schon 다음 schön, fallen 다음 fällen). 그러나 이름과 관련된 경우 (예: 전화번호부 또는 도서관의 저자 목록에서), 움라우트는 종종 모음과 뒤에 오는 e의 조합으로 취급된다. 오스트리아 전화번호부는 이제 움라우트가 있는 글자를 별도의 글자 (기본 모음 바로 뒤)로 취급한다.
스페인어에서 글리프 ⟨ñ⟩는 별개의 글자로 간주되며, ⟨n⟩과 다르며, ⟨n⟩과 ⟨o⟩ 사이에 정렬된다. 이는 단순한 ⟨n⟩과는 다른 소리를 나타내기 때문이다. 그러나 액센트가 있는 모음 ⟨á⟩, ⟨é⟩, ⟨í⟩, ⟨ó⟩, ⟨ú⟩는 액센트가 없는 모음 ⟨a⟩, ⟨e⟩, ⟨i⟩, ⟨o⟩, ⟨u⟩와 분리되지 않는다. 스페인어에서 양음 부호는 단어 내 강세를 변경하거나 동형동음이의어 간의 구별을 나타낼 뿐이며, 글자의 소리를 변경하지 않기 때문이다.
다양한 언어의 정렬 순서에 대한 포괄적인 목록은 콜레이션 시퀀스를 참조한다.

## 컴퓨터를 이용한 생성

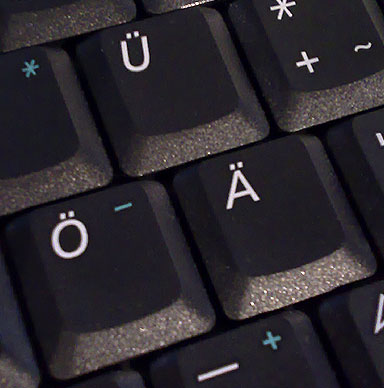
움라우트 문자가 있는 독일어 키보드

현대 컴퓨터 기술은 주로 서유럽 언어(특히 영어)를 사용하는 국가에서 개발되었으며, 많은 초기 이진 인코딩은 영어를 선호하는 편향을 가지고 개발되었다—발음 구별 기호 없이 쓰이는 언어. 컴퓨터 메모리와 컴퓨터 저장 공간이 귀중하던 시절, 초기 문자 집합은 라틴 알파벳, 10개의 숫자, 몇 가지 문장 부호 및 관습적 기호로 제한되었다. 1963년에 처음 발행된 ASCII는 인쇄 가능한 문자 95개만을 인코딩했다. 여기에는 양음, 억음, 곡절, 물결표의 네 가지 독립적인 발음 구별 기호만 포함되어 있었는데—이는 백스페이스와 오버프린트를 사용하여 기본 문자에 덧씌우는 방식이었다. ISO/IEC 646 표준(1967)은 언어에 따라 일부 미국 문자소를 미리 구성된 문자(예: ⟨é⟩, ⟨è⟩, ⟨ë⟩)로 대체하는 국가별 변형을 정의했지만—인쇄 가능한 문자 95개로 제한되었다.
유니코드는 이 문제를 해결하기 위해 알려진 모든 문자에 고유한 코드를 할당하는 방식으로 고안되었다. 이 코드를 알면 대부분의 현대 컴퓨터 시스템은 이를 입력하는 방법을 제공한다. 역사적인 이유로 유럽 언어에서 사용되는 거의 모든 악센트가 있는 글자 조합은 고유한 코드 포인트를 받았으며 이를 미리 구성된 문자라고 한다. 다른 언어의 경우, 일반적으로 원하는 기본 문자와 함께 조합 문자 발음 구별 기호를 사용해야 한다. 불행히도, 2024년 현재에도 많은 응용 프로그램과 웹 브라우저는 조합 발음 구별 기호 개념을 제대로 작동시키지 못하고 있다.
자판 배열 및 자판 매핑에 따라 컴퓨터 및 타자기에서 발음 구별 기호가 있는 문자를 입력하는 것이 더 쉽거나 더 어려울 수 있다. 발음 구별 기호가 있는 문자가 표준인 국가에서 사용되는 키보드에는 관련 기호가 새겨진 키가 있다. 미국 국제 또는 영국 확장 매핑이 사용되는 경우와 같이 다른 경우에는 먼저 발음 구별 기호가 있는 키를 누른 다음 그 위에 문자를 배치하는 방식으로 악센트 있는 문자가 생성된다. 이 방법은 데드 키 기술로 알려져 있는데, 자체적으로 출력을 생성하지 않고 그 다음에 눌러진 키의 출력을 수정하기 때문이다.

## 발음 구별 기호를 포함하는 글자가 있는 언어
다음 언어에는 발음 구별 기호가 없는 글자와 정서법적으로 구별되는 발음 구별 기호가 있는 글자가 있다.

### 라틴 문자

#### 발트해
- 라트비아어는 다음 글자를 포함한다: ⟨ā⟩, ⟨ē⟩, ⟨ī⟩, ⟨ū⟩, ⟨č⟩, ⟨ģ⟩, ⟨ķ⟩, ⟨ļ⟩, ⟨ņ⟩, ⟨š⟩, ⟨ž⟩
- 리투아니아어. 일반적인 사용에서, 반대 곡절 부호 (⟨č⟩, ⟨š⟩, ⟨ž⟩)가 붙은 글자들은 ⟨c⟩, ⟨s⟩, ⟨z⟩와는 별개의 글자로 간주되며 따로 콜레이트된다; 오고넥 (⟨ą⟩, ⟨ę⟩, ⟨į⟩, ⟨ų⟩), 매크론 (⟨ū⟩) 및 윗점 (⟨ė⟩)이 붙은 글자들 또한 별개의 글자로 간주되지만, 고유한 콜레이션 순서는 부여되지 않는다.

#### 켈트족
- 웨일스어는 7개의 모음 ⟨a⟩, ⟨e⟩, ⟨i⟩, ⟨o⟩, ⟨u⟩, ⟨w⟩, ⟨y⟩에 곡절 부호, 트레마, 양음 부호, 억음 부호를 사용한다 (따라서 합성음 ⟨â⟩, ⟨ê⟩, ⟨î⟩, ⟨ô⟩, ⟨û⟩, ⟨ŵ⟩, ⟨ŷ⟩, ⟨ä⟩, ⟨ë⟩, ⟨ï⟩, ⟨ö⟩, ⟨ü⟩, ⟨ẅ⟩, ⟨ÿ⟩, ⟨á⟩, ⟨é⟩, ⟨í⟩, ⟨ó⟩, ⟨ú⟩, ⟨ẃ⟩, ⟨ý⟩, ⟨à⟩, ⟨è⟩, ⟨ì⟩, ⟨ò⟩, ⟨ù⟩, ⟨ẁ⟩, ⟨ỳ⟩). 그러나 곡절 부호 (장음을 나타내는 데 사용됨)를 제외하고는 모두 매우 드물다.
- 1970년대 이후의 철자 개정 이후, 스코틀랜드 게일어는 억음 부호만을 사용하며, 이는 모든 모음 (⟨à⟩, ⟨è⟩, ⟨ì⟩, ⟨ò⟩, ⟨ù⟩)에 사용될 수 있다. 이전에는 ⟨á⟩, ⟨ó⟩, ⟨é⟩에 양음 부호가 사용될 수 있었는데, 이는 특정 모음 음질을 나타내는 데 사용되었다. 이러한 악센트의 제거와 함께, 새로운 정서법은 독자가 주어진 단어의 발음에 대한 사전 지식을 가지고 있을 것을 요구한다.
- 맨어는 h와 결합된 세디유 발음 구별 기호 ⟨ç⟩를 사용하여 이중음자 ⟨çh⟩(/tʃ/로 발음됨)를 형성하여 이중음자 ⟨ch⟩(/h/ 또는 /x/로 발음됨)와 구별한다. 맨어에서 사용된 다른 발음 구별 기호로는 곡절 부호와 트레마가 있었으며, ⟨â⟩, ⟨ê⟩, ⟨ï⟩ 등과 같이 두 개의 유사하게 철자된 단어이지만 약간 다른 발음을 가진 단어를 구별하는 데 사용되었다.
- 아일랜드어는 1948년 철자 개정 이후 장모음을 표시하기 위해 양음 부호만을 사용한다. 연음은 게일 문자에서 윗점(⟨ċ⟩,⟨ḋ⟩,⟨ḟ⟩, ⟨ġ⟩, ⟨ṁ⟩, ⟨ṗ⟩, ⟨ṡ⟩, ⟨ṫ⟩)을 사용하여 표시한다; 로만체에서는 뒤에 오는 h가 사용된다. 따라서, a ṁáṫair는 a mháthair와 동일하다.
- 브르타뉴어는 단일 맞춤법(철자 체계)을 가지고 있지 않지만, 여러 목적으로 발음 구별 기호를 사용한다. 트레마는 두 모음이 별개로 발음되고 이중모음/이중음자가 아님을 표시하는 데 사용된다. 곡절 부호는 장모음을 표시하는 데 사용되지만, 일반적으로 모음 길이가 음운론적으로 예측 불가능한 경우에만 사용된다. 모음의 비음화는 물결표로 표시되거나, 모음 뒤에 ñ 문자로 표시될 수 있다. 복수 접미사 -où는 여러 방언에서 다양한 발음을 나타내는 통일된 철자로 사용되며, 이 접미사를 /u:/로 발음되는 이중음자 ⟨ou⟩와 구별하기 위해 사용된다. 아포스트로피는 /x/로 발음되는 ⟨c'h⟩를 다른 켈트어에서 사용되는 프랑스어의 영향을 받은 이중음자 ch(/ʃ/로 발음됨)와 구별하는 데 사용된다.

#### 핀어파
- 에스토니아어는 물결표를 포함하는 고유한 문자 ⟨õ⟩를 가지고 있다. 에스토니아어의 이중점 발음 구별 기호가 있는 모음 ⟨ä⟩, ⟨ö⟩, ⟨ü⟩는 독일어와 유사하지만, 독일어 움라우트된 글자와 달리 이들도 고유한 글자이다. 네 글자 모두 ⟨w⟩와 ⟨x⟩ 사이에 자신만의 자리를 가지고 있다. ⟨š⟩ 또는 ⟨ž⟩의 반대 곡절 부호는 외래 고유명사와 외래어에만 나타난다. 이들도 고유한 글자이며, 알파벳에서 s와 t 사이에 배치된다.
- 핀란드어는 이중점 모음 (⟨ä⟩와 ⟨ö⟩)을 사용한다. 스웨덴어와 에스토니아어처럼, 이들은 (독일어에서와 같이) '모음 + 발음 구별 기호' 조합이 아니라 개별 글자로 간주된다. 또한 외래어 이름과 외래어에 ⟨å⟩, ⟨š⟩, ⟨ž⟩ 문자를 사용한다. 핀란드어와 스웨덴어 알파벳에서는 ⟨å⟩, ⟨ä⟩, ⟨ö⟩가 ⟨z⟩ 다음에 별개의 글자로 콜레이트되며, 다른 것들은 기본 글자의 변형으로 콜레이트된다.
- 헝가리어는 이중점, 양음 부호, 이중 양음 발음 구별 기호(후자는 헝가리어에만 고유함)를 사용한다: (⟨ö⟩, ⟨ü⟩), (⟨á⟩, ⟨é⟩, ⟨í⟩, ⟨ó⟩, ⟨ú⟩) 및 (⟨ő⟩, ⟨ű⟩). 양음 부호는 모음의 장모음 형태를 나타내며(i/í, o/ó, u/ú의 경우), 이중 양음 부호는 ö와 ü에 대해 동일한 기능을 수행한다. 양음 부호는 또한 다른 소리(a/á, e/é의 경우처럼 더 개방적인 소리)를 나타낼 수도 있다. 모음의 장모음 및 단모음 형태는 헝가리어 알파벳에 별도로 나열되지만, 쌍 a/á, e/é, i/í, o/ó, ö/ő, u/ú 및 ü/ű의 구성원은 사전에서 동일한 글자로 콜레이트된다.
- 리보니아어는 다음 글자들을 포함한다: ⟨ā⟩, ⟨ä⟩, ⟨ǟ⟩, ⟨ḑ⟩, ⟨ē⟩, ⟨ī⟩, ⟨ļ⟩, ⟨ņ⟩, ⟨ō⟩, ⟨ȯ⟩, ⟨ȱ⟩, ⟨õ⟩, ⟨ȭ⟩, ⟨ŗ⟩, ⟨š⟩, ⟨ț⟩, ⟨ū⟩, ⟨ž⟩.

#### 게르만어
- 독일어는 두 점 발음 구별 기호 ([[독일어|움라우트]])를 사용한다: 글자 ⟨ä⟩, ⟨ö⟩, ⟨ü⟩는 후설 모음의 전설화를 나타내는 데 사용된다 (움라우트 (언어학) 참조).
- 네덜란드어는 프랑스어처럼 대부분의 모음에 양음, 곡절, 억음 및 이중점 발음 구별 기호를 사용하고 c에 세디유를 사용한다. 그 결과 ⟨á⟩, ⟨à⟩, ⟨ä⟩, ⟨é⟩, ⟨è⟩, ⟨ê⟩, ⟨ë⟩, ⟨í⟩, ⟨î⟩, ⟨ï⟩, ⟨ó⟩, ⟨ô⟩, ⟨ö⟩, ⟨ú⟩, ⟨û⟩, ⟨ü⟩ 및 ⟨ç⟩가 된다. 이는 대부분 프랑스어에서 유래한 단어(및 이름)에 사용된다(예: crème, café, gêne, façade). 양음 부호는 또한 모음을 강조하는 데 사용된다(예: één). 이중점 발음 구별 기호는 독일어에서 사용되는 언어적 움라우트를 나타내기보다는 언어적 트레마(모음 결렬)로 사용되어 두 모음을 분리한다(예: reële, reünie, coördinatie).
- 아프리칸스어는 16개의 추가 모음 형태를 사용한다(대소문자 모두): ⟨á⟩, ⟨ä⟩, ⟨é⟩, ⟨è⟩, ⟨ê⟩, ⟨ë⟩, ⟨í⟩, ⟨î⟩, ⟨ï⟩, ⟨ó⟩, ⟨ô⟩, ⟨ö⟩, ⟨ú⟩, ⟨û⟩, ⟨ü⟩, ⟨ý⟩.
- 페로어는 양음 부호와 몇 가지 추가 글자를 사용한다. 이들은 모두 별개의 글자로 간주되며, 알파벳에서 고유한 위치를 갖는다: ⟨á⟩, ⟨í⟩, ⟨ó⟩, ⟨ú⟩, ⟨ý⟩ 및 ⟨ø⟩.
- 아이슬란드어는 양음 부호와 다른 추가 글자들을 사용한다. 이들은 모두 별개의 글자로 간주되며, 알파벳에서 고유한 위치를 갖는다: ⟨á⟩, ⟨é⟩, ⟨í⟩, ⟨ó⟩, ⟨ú⟩, ⟨ý⟩ 및 ⟨ö⟩.
- 덴마크어와 노르웨이어는 o-슬래시 ⟨ø⟩ 및 a-윗고리 ⟨å⟩와 같은 추가 글자를 사용한다. 이 글자들은 ⟨z⟩ 및 ⟨æ⟩ 다음에 ⟨ø⟩, ⟨å⟩ 순서로 온다. 역사적으로 ⟨å⟩는 작은 위첨자 ⟨a⟩를 소문자 ⟨a⟩ 위에 쓰는 방식으로 합자로부터 발전했다. ⟨å⟩ 문자를 사용할 수 없는 경우, 일부 스칸디나비아 언어는 이중 a로 대체하는 것을 허용하여, ⟨aa⟩와 같이 쓴다. 스칸디나비아 언어는 이 글자들을 ⟨z⟩ 다음에 콜레이트하지만, 다른 국가별 콜레이션 표준을 가지고 있다.
- 스웨덴어는 애쉬 (⟨æ⟩)와 슬래시 o (⟨ø⟩) 대신 a-트레마 (⟨ä⟩)와 o-트레마 (⟨ö⟩)를 사용하며, 추가로 a-윗고리 (⟨å⟩)를 사용한다. 역사적으로 스웨덴어 글자 ⟨ä⟩와 ⟨ö⟩의 이중점 발음 구별 기호는 글자 위에 작게 쓰인 고딕체 ⟨e⟩에서 발전했다. 이 글자들은 ⟨z⟩ 다음에 ⟨å⟩, ⟨ä⟩, ⟨ö⟩ 순서로 콜레이트된다.

#### 로맨스
- 아스투리아스어, 갈리시아어, 스페인어에서 문자 ⟨ñ⟩은 글자이며 n과 o 사이에 콜레이트된다.
- 아스투리아스어는 밑점을 사용한다: ⟨Ḷ⟩(소문자, ⟨ḷ⟩) 및 ⟨Ḥ⟩(소문자 ⟨ḥ⟩)
- 카탈루냐어는 양음 부호 ⟨é⟩, ⟨í⟩, ⟨ó⟩, ⟨ú⟩, 억음 부호 ⟨à⟩, ⟨è⟩, ⟨ò⟩, 트레마 ⟨ï⟩, ⟨ü⟩, 세디유 ⟨ç⟩, 그리고 가운뎃점 ⟨l·l⟩을 사용한다.

- 발렌시아어에서는 곡절 부호 ⟨â⟩, ⟨ê⟩, ⟨î⟩, ⟨ô⟩, ⟨û⟩도 사용될 수 있다.

- 코르시카어는 음소문자에 다음을 사용한다: ⟨À⟩/⟨à⟩, ⟨È⟩/⟨è⟩, ⟨Ì⟩/⟨ì⟩, ⟨Ò⟩/⟨ò⟩, ⟨Ù⟩/⟨ù⟩.
- 프랑스어는 네 가지 발음 구별 기호를 사용하는데, 모음(곡절, 양음, 억음, 트레마)에 나타나며, 세디유는 ⟨ç⟩에 나타난다.
- 이탈리아어는 모음(양음, 억음)에 나타나는 두 가지 발음 구별 기호를 사용한다.
- 레온어: ⟨ñ⟩ 또는 ⟨nn⟩을 사용할 수 있다.
- 포르투갈어는 모음 ⟨a⟩와 ⟨o⟩에 물결표를 사용하고 c에 세디유를 사용한다.
- 루마니아어는 글자 a (⟨ă⟩)에 브레베를 사용하여 슈와 /ə/ 소리를 나타내며, 글자 a (⟨â⟩)와 i (⟨î⟩) 위에 곡절 부호를 사용하여 /ɨ/ 소리를 나타낸다. 루마니아어는 또한 글자 s (⟨ș⟩)와 t (⟨ț⟩) 아래에 아래쉼표를 써서 각각 /ʃ/와 /t͡s/ 소리를 나타낸다. 이 문자들은 발음 구별 기호가 없는 해당 문자 뒤에 콜레이트된다.
- 스페인어는 양음 부호 (⟨á⟩, ⟨é⟩, ⟨í⟩, ⟨ó⟩, ⟨ú⟩)를 사용하여 기본 규칙에 따라 강세가 오지 않을 음절에 강세가 있음을 나타내며, 특정 한 음절 동형어 (예: el (남성 단수 정관사)와 él [그])를 구별한다. 양음 부호는 또한 일반적으로 이중모음으로 발음될 모음 순서를 두 음절로 나누는 데 사용된다. 예를 들어 단어 reír에서 그렇다. 트레마는 u에만 사용되며, u가 보통 묵음인 gue, gui 조합에서 ⟨güe, güi⟩ /gwe/, /gwi/를 구별하기 위해 [w]로 발음되도록 한다. 예를 들어 vergüenza, lingüística가 있다. ⟨ñ⟩의 물결표는 발음 구별 기호로 간주되지 않는다. 왜냐하면 ⟨ñ⟩는 ⟨n⟩의 변형된 형태가 아니라 ⟨n⟩과는 다른 별개의 글자로 간주되기 때문이다.

#### 슬라브어
- 가이 라틴 음소문자, 크로아티아어 및 라틴화된 세르비아어에 사용되며, ⟨č⟩, ⟨ć⟩, ⟨đ⟩, ⟨š⟩ 및 ⟨ž⟩ 기호를 포함한다. 이들은 별개의 글자로 간주되며 사전 및 단어가 알파벳순으로 나열되는 다른 맥락에서 그렇게 나열된다. 또한 발음 구별 기호가 포함된 이중음자인 dž도 있는데, 이 역시 독립적으로 알파벳순으로 배열되며, 알파벳 순서에서 ⟨d⟩ 뒤에 오고 ⟨đ⟩ 앞에 온다.
- 체코 문자는 양음 부호(소문자 á é í ó ú ý, 대문자 Á É Í Ó Ú Ý), 반대 곡절 부호(소문자 č ď ě ň ř š ť ž, 대문자 Č Ď Ě Ň Ř Š Ť Ž), 그리고 한 글자(ů 소문자, Ů 대문자)에는 고리를 사용한다. (ď와 ť에서는 반대 곡절 부호가 아포스트로피처럼 보이도록 변형된다.) 반대 곡절 부호가 있는 글자는 별개의 글자로 간주되는 반면, 모음은 무악센트 글자의 더 긴 변형으로만 간주된다. 양음 부호는 알파벳 순서에 영향을 미치지 않으며, 반대 곡절 부호가 있는 글자는 원래 글자 다음에 정렬된다.
- 폴란드어는 다음 글자들을 포함한다: ą ć ę ł ń ó ś ź ż. 이들은 별개의 글자로 간주된다: 각 글자는 알파벳에서 라틴어에 해당하는 글자 바로 뒤에 배치된다 (예: ⟨ą⟩는 ⟨a⟩와 ⟨b⟩ 사이), ⟨ź⟩와 ⟨ż⟩는 ⟨z⟩ 뒤에 이 순서로 배치된다.
- 세르비아어 키릴 문자에는 발음 구별 기호가 없다. 대신 라틴어에 해당하는 문자 (라틴어 발음 구별 기호가 있는 문자 및 이중음자 dž, lj, nj 포함)마다 자체가 있다.
- 슬로바키아어 알파벳은 양음 부호(소문자 á é í ó ú ý ĺ ŕ, 대문자 Á É Í Ó Ú Ý Ĺ Ŕ), 반대 곡절 부호(소문자 č ď ľ ň š ť ž dž, 대문자 Č Ď Ľ Ň Š Ť Ž DŽ), 움라우트(ä Ä) 및 곡절 부호를 사용한다. 이 모든 것들은 별개의 글자로 간주되며 알파벳에서 원래 글자 바로 뒤에 배치된다.
- 기본적인 슬로베니아어 알파벳은 ⟨č⟩, ⟨š⟩, ⟨ž⟩ 기호를 포함하며, 이들은 별개의 글자로 간주되고 사전 및 단어가 알파벳순으로 나열되는 다른 맥락에서 그렇게 나열된다. 반대 곡절 부호가 있는 글자들은 발음 구별 기호 없이 쓰인 글자들 바로 뒤에 배치된다. 글자 ⟨đ⟩('바가 있는 d')는 음역되지 않은 외국어 단어, 특히 이름에 사용될 수 있으며, ⟨č⟩ 뒤에, ⟨d⟩ 앞에 배치된다.

#### 튀르크어
- 아제르바이잔어는 튀르키예어 알파벳의 고유 문자 Ç, Ğ, I, İ, Ö, Ş 및 Ü를 포함한다.
- 크림 타타르어는 튀르키예어 알파벳의 고유 문자 Ç, Ğ, I, İ, Ö, Ş 및 Ü를 포함한다. 튀르키예어와 달리 크림 타타르어는 문자 Ñ도 가지고 있다.
- 가가우스어는 튀르키예어 알파벳의 고유 문자 Ç, Ğ, I, İ, Ö 및 Ü를 포함한다. 튀르키예어와 달리 가가우스어는 문자 Ä, Ê, Ș 및 Ț도 가지고 있다. Ș와 Ț는 동일한 소리를 위해 루마니아어 알파벳에서 파생되었다. 때때로 튀르키예어의 Ş가 Ș 대신 사용될 수 있다.
- 튀르키예어는 브레베가 있는 ⟨G⟩(⟨Ğ⟩), 두 점이 있는 두 글자(⟨Ö⟩와 ⟨Ü⟩, 두 개의 원순 전설 모음을 나타냄), 세디유가 있는 두 글자(⟨Ç⟩와 ⟨Ş⟩, 파찰음 /tʃ/와 마찰음 /ʃ/를 나타냄), 그리고 점이 있는 대문자 ⟨İ⟩(그리고 높은 비원순 후설 모음을 나타내는 점 없는 소문자 ⟨ı⟩)를 가지고 있다. 튀르키예어에서 이들 각각은 다른 글자의 변형이 아니라 별개의 글자이며, 점이 있는 대문자 ⟨İ⟩와 소문자 ⟨i⟩는 같은 글자이며, 점 없는 대문자 ⟨I⟩와 소문자 ⟨ı⟩도 같다. 글꼴학적으로, ⟨Ç⟩와 ⟨Ş⟩는 때때로 아래점이 있는 형태로 렌더링된다. 예를 들어 ⟨Ṣ⟩와 같이. 새로운 아제르바이잔어, 크림 타타르어, 가가우스어 알파벳은 튀르키예어 알파벳과 동일한 발음 구별 기호가 있는 글자를 기반으로 하며, 일부 추가 사항이 있다.
- 투르크멘어에는 튀르키예어 알파벳의 고유 문자 Ç, Ö, Ş 및 Ü가 포함된다. 또한 투르크멘어는 /æ/를 나타내기 위해 트레마가 있는 A(Ä), 연구개 비음 /ŋ/을 나타내기 위해 반대 곡절 부호가 있는 N (⟨Ň⟩), 구개 접근음 /j/를 나타내기 위해 양음 부호가 있는 Y (⟨Ý⟩), 그리고 /ʒ/를 나타내기 위해 반대 곡절 부호가 있는 Z (⟨Ž⟩)를 사용한다.

#### 기타
- 알바니아어는 두 개의 특수 문자 Ç와 Ë(대문자 및 소문자)를 가지고 있다. 이들은 알파벳에서 가장 유사한 문자(각각 c와 e) 옆에 배치된다.
- 에스페란토는 ŭ, ĉ, ĝ, ĥ, ĵ, ŝ 기호를 가지고 있으며, 이들은 음소문자에 포함되며 별개의 문자로 간주된다.
- 필리핀어 또한 문자 ñ을 글자로 가지고 있으며 n과 o 사이에 콜레이트된다.
- 현대 그린란드어는 발음 구별 기호를 사용하지 않지만, ø와 å는 외래어, 특히 덴마크어와 영어에서 온 외래어를 표기하는 데 사용된다. 1851년부터 1973년까지 그린란드어는 사무엘 클라인슈미트가 발명한 알파벳으로 쓰여졌는데, 여기서는 장모음과 겹자음이 모음 위의 발음 구별 기호로 표시되었다(자음 겹자음의 경우, 발음 구별 기호는 해당 자음 앞의 모음 위에 놓였다). 예를 들어, 이름 칼랄리트 누나트는 Kalâdlit Nunât으로 철자되었다. 이 방식은 곡절 부호 (◌̂)를 사용하여 장모음을 나타내고(예: ⟨ât, ît, ût⟩; 현대: ⟨aat, iit, uut⟩), 양음 부호 (◌́)를 사용하여 다음 자음의 겹자음을 나타내며(즉, ⟨ák, ík, úk⟩; 현대: ⟨akk, ikk, ukk⟩), 마지막으로 물결표 (◌̃) 또는 억음 부호 (◌̀)를 사용하여(저자에 따라 다름) 모음 길이와 다음 자음의 겹자음을 나타낸다(예: ⟨ãt/àt, ĩt/ìt, ũt/ùt⟩; 현대: ⟨aatt, iitt, uutt⟩). ⟨ê, ô⟩는 오직 ⟨r, q⟩ 앞에만 사용되었으며, 이제 그린란드어에서는 ⟨ee, oo⟩로 쓰인다.
- 하와이어는 모음 위에 카하코(매크론)를 사용하지만, 이를 개별 문자로 간주할지에 대해서는 이견이 있다. 카하코가 있는 모음은 카하코 없이 철자가 동일하지만 단어의 의미를 완전히 바꿀 수 있다.
- 쿠르드어는 Ç, Ê, Î, Ş, Û 기호를 다른 26개의 표준 라틴 알파벳 기호와 함께 사용한다.
- 라코타어는 문자 č, ȟ, ǧ, š, ž에 반대 곡절 부호를 사용한다. 또한 강세 모음 á, é, í, ó, ú, áŋ, íŋ, úŋ에 양음 부호를 사용한다.
- 말레이어는 á, ā, ç, í, ñ, ó, š, ú와 같은 일부 발음 구별 기호를 사용한다. 발음 구별 기호의 사용은 19세기 후반까지 ā와 ē를 제외하고 계속되었다.
- 몰타어는 C, G, Z 위에 점이 있는 문자(Ċ, Ġ, Ż)와 추가 수평선이 있는 H를 사용한다. 대문자 H의 경우, 추가 수평선은 일반적인 수평선보다 약간 위에 쓰인다. 소문자 H의 경우, 추가 수평선은 t처럼 수직선을 가로지르며 아래 부분에 닿지 않는다(Ħ, ħ). 위 문자들은 별개의 문자로 간주된다. 점이 없는 'c'는 중복으로 인해 사용되지 않게 되었다. 'Ċ'는 영어 'ch'처럼 발음되며 'k'는 'cat'처럼 강한 c로 사용된다. 'Ż'는 영어 'Zebra'의 'Z'처럼 발음되는 반면, 'Z'는 영어 'ts'(예: 'tsunami' 또는 'maths') 소리를 내는 데 사용된다. 'Ġ'는 'geometry'처럼 부드러운 'G'로 사용되는 반면, 'G'는 'log'처럼 강한 'G' 소리를 낸다. 이중음자 'għ'(아랍어 문자 이름 ʻayn에서 유래한 غ의 경우)는 별개로 간주되며, 때때로 'g' 뒤에 정렬되지만, 다른 책에서는 'n'과 'o' 사이에 배치된다(페니키아어 nūn 뒤에 전통적으로 콜레이트된 페니키아어 ʻayin 모양에서 원래 진화한 라틴어 문자 'o').
- 시리아어 로마자 표기는 26개의 표준 라틴 알파벳 기호와 함께 변경된 문자 Ā, Č, Ḏ, Ē, Ë, Ġ, Ḥ, Ō, Š, Ṣ, Ṭ, Ū, Ž를 사용한다.
- 베트남어는 글자 ơ와 ư에 뿔 발음 구별 기호를 사용한다; 글자 â, ê, ô에 곡절 부호를 사용한다; 글자 ă에 브레베를 사용한다; 그리고 글자 đ를 가로지르는 막대를 사용한다. 별개로, 평조 'a' 외에 모음에 사용되는 다섯 가지 성조를 나타내는 á, à, ả, ã, ạ도 있다.

### 키릴 문자
- 벨라루스어와 우즈베크어 키릴 문자에는 문자 ⟨ў⟩가 있다.
- 벨라루스어, 불가리아어, 러시아어, 우크라이나어는 문자 ⟨Й⟩를 가지고 있다.
- 벨라루스어와 러시아어는 문자 ⟨Ё⟩를 가지고 있다. 러시아어에서는 이 글자가 보통 ⟨Е⟩로 대체되지만, 발음은 다르다. ⟨ё⟩ 대신 ⟨е⟩를 사용하는 것은 발음에 영향을 미치지 않는다. Ё는 어린이 책과 사전에서 항상 사용된다. 최소 대립쌍은 все (vs'e, "모두" 복수)와 всё (vs'o, "모든 것" 중성 단수)이다. 벨라루스어에서는 ⟨е⟩로 대체하는 것이 오류이며, 러시아어에서는 ⟨ё⟩에 대해 ⟨е⟩ 또는 ⟨ё⟩를 사용하는 것이 허용되지만, 전자가 일상적인 글쓰기(교육용 또는 아동용 글쓰기와 반대)에서 더 흔하다.
- 키릴 우크라이나어 알파벳은 문자 ⟨ґ⟩, ⟨й⟩ 및 ⟨ї⟩를 포함한다. 우크라이나어 라틴카는 더 많은 문자를 포함한다.
- 마케도니아어는 글자 ⟨ќ⟩와 ⟨ѓ⟩를 가지고 있다.
- 불가리아어와 마케도니아어에서 소유 대명사 ѝ (ì, "그녀의")는 접속사 и (i, "그리고")와 구별하기 위해 억음 부호로 표기된다.
- 키릴 알파벳의 모든 모음 위에 있는 양음 부호 ◌́는 사전, 어린이 및 외국 학습자를 위한 책에서 단어 강세를 나타내는 데 사용되며, 다른 어휘적 강세를 가진 유사한 철자 단어의 의미를 구별하는 데도 사용될 수 있다.

## 새로운 글자를 생성하지 않는 발음 구별 기호

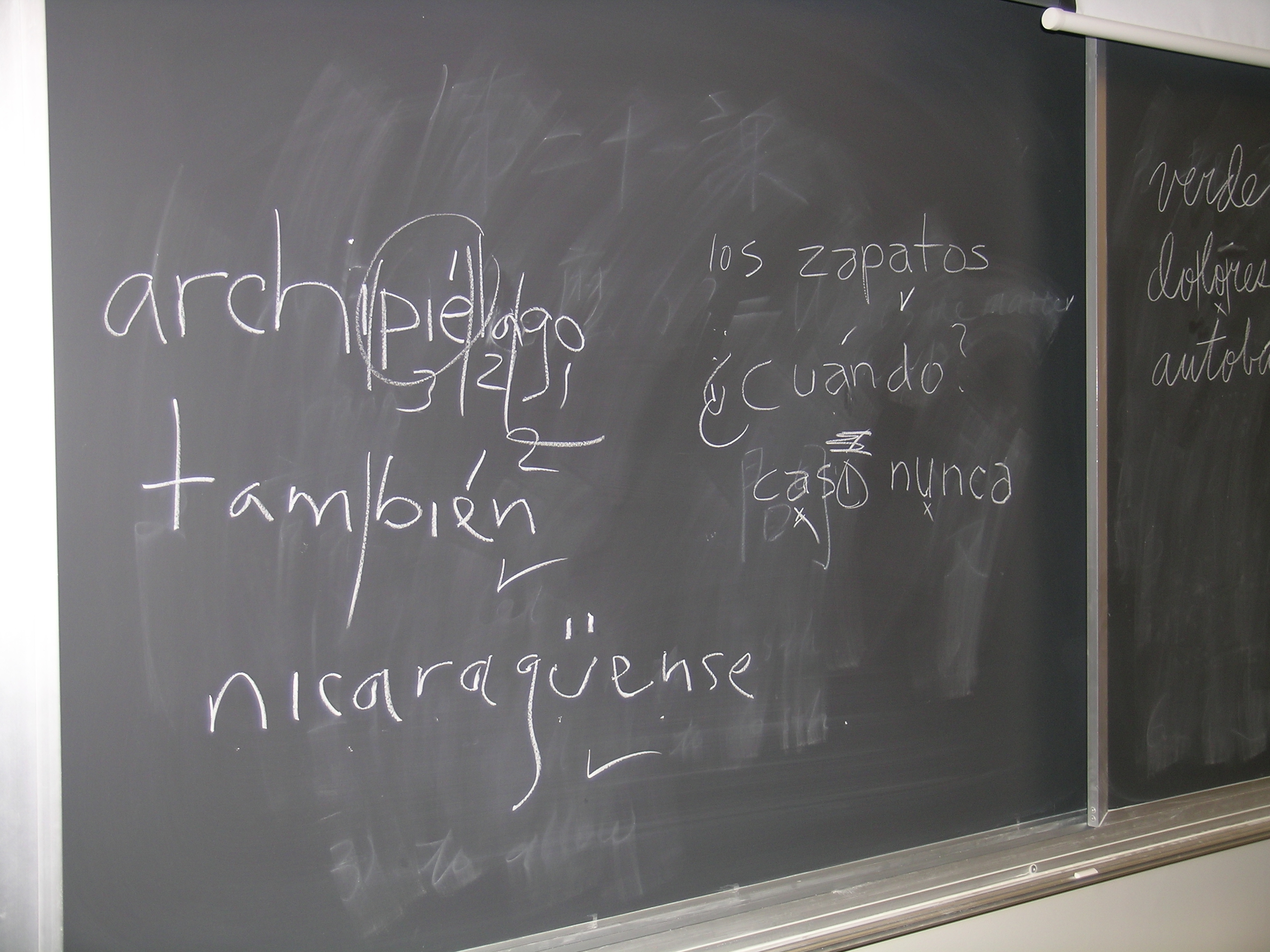
하버드 대학교 수업에서 사용된 칠판은 스페인어 맞춤법에 사용되는 ü와 양음 부호 발음 구별 기호를 배치하려는 학생들의 노력을 보여준다.

### 영어
영어는 발음 구별 부호가 포함된 단어가 많지 않은 몇 안 되는 유럽 언어 중 하나이다. 대신, 이중음자가 현대 영어 알파벳이 라틴어를 음소에 맞추는 주요 방식이다. 예외는 동화되지 않은 외국어 차용어인데, 여기에는 프랑스어(그리고 점점 더 스페인어, 예를 들어 jalapeño와 piñata)에서 온 차용어가 포함된다; 그러나 발음 구별 부호는 이러한 단어에서 때때로 생략되기도 한다. 영어에서 발음 구별 부호와 함께 자주 나타나는 차용어로는 café, résumé 또는 resumé (동사 resume와 구별하는 데 도움이 되는 용법), soufflé, naïveté가 있다(발음 구별 부호가 있는 영어 용어 참조). 더 오래된 관행(심지어 일부 정서법적으로 보수적인 현대 작가들 사이에서도)에서는 élite, mêlée, rôle과 같은 예시를 볼 수 있다.
영어 화자와 작가들은 coöperation (프랑스어 coopération에서 유래), zoölogy (그리스어 zoologia에서 유래), seeër (현재는 see-er 또는 단순히 seer로 더 흔하게 쓰임)와 같은 단어에서 인접한 모음이 별개의 음절에 속함을 나타내기 위해 현재보다 더 자주 트레마를 사용했지만, 이러한 관행은 훨씬 덜 흔해졌다. 더 뉴요커 잡지는 명확성과 공간 절약을 위해 하이픈 대신 트레마를 계속 사용하는 주요 간행물이다.
몇몇 영어 단어는 특히 단독으로 문맥에서 벗어나 사용될 때, 발음 구별 기호나 변형된 글자를 사용해야만 같은 철자의 다른 단어와 구별될 수 있다. 여기에는 exposé, lamé, maté, öre, øre, résumé, rosé가 포함된다. 몇몇 단어에서는 원래 존재하지 않던 발음 구별 기호가 의미 구분을 위해 추가되었다. 예를 들어 maté (스페인어 및 포르투갈어 mate에서 유래), saké (일본어의 표준 로마자 표기에는 악센트 부호가 없다), 말레 (디베히어 މާލެ에서 유래) 등이 있는데, 이는 각각 영어 단어 mate, sake, male과 명확히 구별하기 위함이다.
양음 및 억음 부호는 시와 가사에서 가끔 사용된다: 양음 부호는 애매할 수 있는 강세를 명확히 나타내거나 (rébel vs. rebél) 운율적인 이유로 비표준 강세(caléndar)를 나타내는 데 사용되며, 억음 부호는 일반적으로 묵음이거나 생략되는 음절이 발음됨을 나타낸다 (warnèd, parlìament).
르네 및 조이와 같은 특정 인명에서는 두 가지 철자가 존재하는 경우가 많으며, 개인의 선호는 그들과 가까운 사람들에게만 알려져 있을 것이다. 샬럿 브론테와 같이 사람의 이름이 발음 구별 기호와 함께 철자된 경우에도, 부주의, 타이피스트가 발음 구별 기호가 있는 문자를 입력하는 방법을 모르거나 기술적인 이유로 인해 영어 문서에서 생략되기도 한다(캘리포니아주는 예를 들어 컴퓨터 시스템이 그러한 문자를 처리할 수 없기 때문에 발음 구별 기호가 있는 이름을 허용하지 않는다). 이들은 또한 네슬레 및 시트로엥과 같은 일부 전 세계 기업 이름 및 상표에도 나타난다.

### 다른 언어
다음 언어에는 독립적인 글자로 간주되지 않는 글자-발음 구별 기호 조합이 있다.
- 아프리칸스어는 트레마를 사용하여 모음이 별개로 발음됨을 표시한다. 이는 함께 나타날 때 예상되는 방식과는 다르다. 예를 들어 voel (느끼다)과 voël (새)이 있다. 곡절 부호는 ê, î, ô, û에 사용되며, 일반적으로 장음의 중고모음을 나타내고, 중저모음과 대조된다. 예를 들어 wêreld (세상) 및 môre (아침, 내일)에서 그렇다. 양음 부호는 영어에서 밑줄을 긋거나 굵게 또는 기울임꼴로 쓰는 것과 같은 방식으로 강조를 추가하는 데 사용된다. 예를 들어 Dit is jóú boek (그것은 너의 책이다)와 같다. 억음 부호는 강세 위치만 다른 단어와 동음이의어를 구별하는 데 사용된다. 예를 들어 appel (사과)과 appèl (호소)이 있으며, 발음에 차이가 없지만 동음이의어를 구별하는 몇몇 경우도 있다. 후자의 가장 일반적인 두 가지 경우는 òf... òf (둘 중 하나)와 nòg... nòg (둘 다 아님)이라는 표현에서 of (또는) 및 nog (다시, 여전히)와 구별하기 위함이다.
- 아이마라어는 p, q, t, k, ch 위에 발음 구별 뿔을 사용한다.
- 카탈루냐어는 à, ç, é, è, í, ï, ó, ò, ú, ü, l·l과 같은 합성 문자를 포함한다. 양음 부호와 억음 부호는 강세와 모음 높이를 나타내고, 세디유는 역사적인 구개음화의 결과를 나타내며, 트레마는 모음 연속 또는 gü, qü가 e 또는 i 뒤에 올 때 u가 발음됨을 나타내고, 가운뎃점(·)은 ll/l·l의 다른 값을 구별한다.
- 콘월어의 일부 철자법(예: 표준 코른웰어 및 통일 코른웰어)은 발음 구별 기호를 사용하는 반면, 케르너윅 케민 및 표준 필기 형태와 같은 다른 철자법은 그렇지 않다(또는 교육 자료에서만 선택적으로 사용한다).
- 네덜란드어는 트레마를 사용한다. 예를 들어 ruïne에서 u와 i는 평소처럼 별개로 발음되며, ui 조합이 일반적으로 발음되는 방식으로는 발음되지 않는다는 것을 의미한다. 따라서 이는 분리 기호로 작동하며, i의 대체 버전을 나타내는 것이 아니다. 발음 구별 기호는 강조(매우 추운 erg koud) 또는 문맥이 올바른 의미를 나타내지 않을 때 같은 철자로 된 여러 단어 사이의 구별(één appel = 사과 하나, een appel = 사과; vóórkomen = 발생하다, voorkómen = 방지하다)을 위해 사용될 수 있다. 억음 및 양음 부호는 매우 적은 수의 단어, 대부분 외래어에 사용된다. ç 또한 일부 외래어에 나타난다.[11]
- 페로어. 페로어에 없는 악센트 글자는 페로어 음소문자에 추가되지 않는다. 여기에는 é, ö, ü, å, 그리고 최근에는 š, ł, ć와 같은 글자들도 포함된다.
- 핀란드어. š와 ž의 반대 곡절 부호는 외래어 고유명사와 외래어에만 나타나지만, 매체에서 악센트 문자를 기술적으로 생성할 수 없는 경우에만 sh 또는 zh로 대체될 수 있다. 에스토니아어와 달리 핀란드어에서는 š와 ž가 별개의 문자로 간주되지 않는다.
- 프랑스어는 다섯 가지 발음 구별 기호를 사용한다. 억음 부호(accent grave)는 e 위에 있을 때 /ɛ/ 소리를 나타내거나(père, "아버지"), 또는 다른 철자가 동일한 단어를 구별하는 데 사용된다 (a/à ("가지고 있다"/"~로") 또는 ou/où ("또는"/"어디에")). 양음 부호(accent aigu)는 "é"에만 사용되며, "e"를 수정하여 /e/ 소리를 만든다 (étoile, "별"). 곡절 부호(accent circonflexe)는 일반적으로 구 프랑스어 또는 라틴어에서 한때 모음 뒤에 "s"가 있었음을 나타낸다 (fête, "파티", 구 프랑스어는 feste, 라틴어는 festum). 곡절 부호가 모음의 발음을 변경하는지 여부는 방언과 모음에 따라 다르다. 세디유(cédille)는 일반적으로 단단한 "c"(모음 "a", "o", "u" 앞에 오는)가 /s/로 발음되어야 함을 나타낸다 (ça, "그것"). 트레마 발음 구별 기호(프랑스어: tréma)는 일반적으로 하나로 발음될 두 인접 모음이 별개로 발음되어야 함을 나타낸다 (Noël, "크리스마스").
- 갈리시아어 모음은 강세 또는 두 단어를 구별하기 위해 양음 부호(á, é, í, ó, ú)를 가질 수 있지만(é, 'is' vs. e, 'and'), 트레마는 ï와 ü에만 사용되어 발음에서 두 개의 분리된 모음 소리를 나타낸다. 외국어에서만 갈리시아어는 ç(중세 시대에 흔했음), ê, à와 같은 다른 발음 구별 기호를 사용할 수 있다.
- 독일어는 세 개의 움라우트 문자 ä, ö, ü를 사용한다. 이 발음 구별 기호는 모음 변화를 나타낸다. 예를 들어, 단어 Ofen de "오븐"의 복수형은 Öfen [ˈøːfən]이다. 이 기호는 위첨자 e에서 유래했다; 손으로 쓴 흑자체 e는 트레마처럼 두 개의 평행한 수직선처럼 보인다. 이러한 역사 때문에 움라우트 글자를 사용할 수 없는 경우 "ä", "ö", "ü"는 각각 "ae", "oe", "ue"로 쓸 수 있다.
- 히브리어는 모음을 나타내기 위해 스크립트 위아래에 사용되는 니쿠드로 알려진 다양한 발음 구별 기호가 많이 있다. 이들은 발음과 구문의 핵심인 칸틸레이션과 구별되어야 한다.
- 국제 음성 기호는 음성적 특징이나 보조 조음을 나타내기 위해 발음 구별 기호와 문자를 사용한다.
- 아일랜드어는 양음 부호를 사용하여 모음이 장음임을 나타낸다: á, é, í, ó, ú. 이는 아일랜드어에서 síneadh fada "긴 부호" 또는 단순히 fada "긴"으로 알려져 있다. 구 게일 문자에서는 윗점이 자음의 연음을 나타내는 데 사용된다: ḃ, ċ, ḋ, ḟ, ġ, ṁ, ṗ, ṡ, ṫ.
- 이탈리아어는 주로 양음 부호와 억음 부호(à, è/é, ì, ò/ó, ù)를 사용하며, 일반적으로 일반적인 발음 규칙에 따라 강세가 오지 않을 음절에 강세를 표시하지만, 때로는 철자가 동일한 단어를 구별하는 데도 사용된다(예: "e", 그리고; "è", 이다). 드물게 사용되지만, 이탈리아어 맞춤법은 두 가지 경우에 곡절 부호(î)도 허용한다: 오래된 문학적 맥락(대략 19세기까지)에서 음성 생략을 나타내기 위해 사용되거나(fêro→fecero, 그들이 했다), 현대 이탈리아어에서는 복수형 어미 -i 때문에 "-ii"가 축약될 때 사용되며, 여기서 어근은 다른 -i로 끝난다; 예를 들어, 단수 demonio, 복수 demonii→demonî; 이 경우 곡절 부호는 또한 의도된 단어가 "demone"의 복수형인 demoni가 아님을 악센트 이동으로 나타낸다(demònî, "악마들"; dèmoni, "악마들").
- 리투아니아어는 양음 부호, 억음 부호, 물결표를 사전에서 언어의 음조 악센트 체계의 강세 유형을 나타내는 데 사용한다.
- 몰타어는 또한 모음 위에 억음 부호를 사용하여 두 음절 이상의 단어 끝에 있는 강세를 나타낸다: – 소문자: à, è, ì, ò, ù; 대문자: À, È, Ì, Ò, Ù
- 마오리어는 장모음을 표시하기 위해 매크론을 사용한다.
- 오크어는 다음과 같은 합성 문자를 포함한다: á, à, ç, é, è, í, ï, ó, ò, ú, ü, n·h, s·h. 양음 부호와 억음 부호는 강세와 모음 높이를 나타내고, 세디유는 역사적인 구개음화의 결과를 나타내며, 트레마는 모음 연속 또는 gü, qü가 e 또는 i 뒤에 올 때 u가 발음됨을 나타내고, 가운뎃점(·)은 nh/n·h와 sh/s·h의 다른 값을 구별한다(즉, 글자들이 별개로 발음되어야 하며 "ny"와 "sh"로 결합되지 않아야 함).
- 포르투갈어는 à, á, â, ã, ç, é, ê, í, ó, ô, õ, ú와 같은 합성 문자를 포함한다. 양음 부호와 곡절 부호는 강세와 모음 높이를 나타내고, 억음 부호는 합체를 나타내며, 물결표는 비음화를 나타내고, 세디유는 역사적인 연음화의 결과를 나타낸다.
- 양음 부호는 슬라브어 사전 및 교과서에서도 어휘적 강세를 나타내기 위해 강세 음절의 모음 위에 배치된다. 이는 의미를 구별하는 데도 사용될 수 있다(예: 러시아어 писа́ть (pisáť)는 "쓰다"를 의미하지만, пи́сать (písať)는 "오줌 누다"를 의미한다). 또는 "бо́льшая часть" (가장 큰 부분) 대 "больша́я часть" (큰 부분)와 같이.
- 스페인어는 양음 부호와 트레마를 사용한다. 양음 부호는 불규칙적인 강세 패턴을 가진 단어에서 강세 음절의 모음에 사용된다. 또한 tío (악센트가 없었다면 [ˈtjo]로 발음되었을 것이지만 [ˈti.o]로 발음됨)와 같이 이중모음을 "분리"하는 데 사용될 수 있다. 또한 양음 부호는 si ("만약")와 sí ("네")와 같이 철자가 같은 다른 단어를 구별하는 데 사용될 수 있으며, 또한 donde/¿dónde? ("어디"/"어디?") 또는 como/¿cómo? ("~처럼"/"어떻게?")와 같이 다른 문법적 기능을 가진 동음이의어와 의문사 및 감탄사를 구별하는 데 사용될 수 있다. 양음 부호는 또한 1 ó 2 ("1 또는 2"; 악센트가 없으면 "1 0 2"로 해석될 수 있음)와 같이 인쇄상의 모호성을 피하는 데 사용될 수 있다. 트레마는 u(ü)에만 사용되어 gue 및 gui 조합에서 u가 일반적으로 묵음일 때 [w]로 발음되도록 한다. 예를 들어 ambigüedad가 있다. 시에서는 트레마가 i와 u에 사용되어 모음 연속을 강제하는 방식으로 사용될 수 있다. 위에서 언급했듯이 비음 ñ의 물결표는 발음 구별 기호로 간주되지 않고, 사전에서 자체적인 장을 가진 별개의 자체의 합성 부분으로 간주된다: 스페인어 알파벳의 15번째 글자를 나타내는 자체이다.
- 스웨덴어는 양음 부호를 사용하여 비표준 강세를 표시한다. 예를 들어 kafé (카페) 및 resumé (이력서)와 같다. 이는 때때로 ide (동면) 대 idé (아이디어)와 같은 모호성을 해결하는 데 도움이 된다. 이 단어들에서 양음 부호는 선택 사항이 아니다. 일부 고유명사는 카롤리나 클뤼프트 및 스타엘 폰 홀슈타인과 같은 비표준 발음 구별 기호를 사용한다. 외래어의 경우 원래 악센트가 강력히 권장되지만, 단어가 언어에 동화된 경우에는 선택 사항이다. 따라서 crème fraîche는 사용되지만 ampere는 그렇지 않다. 스웨덴어는 또한 å, ä, ö 글자를 가지고 있지만, 이들은 발음 구별 기호가 있는 a와 o가 아니라 별개의 글자로 간주된다.
- 타밀어 자체에는 발음 구별 기호가 없지만, 산스크리트어로 긴 구절을 쓸 때 타밀 문자를 사용하면 아라비아 숫자 2, 3, 4를 발음 구별 기호로 사용하여 유기음, 유성음, 유성유기음을 나타낸다.
- 태국어는 자신만의 발음 구별 기호 체계를 가지고 있으며, 인도 숫자에서 파생되어 다른 성조를 나타낸다.
- 베트남어는 모음 위에 양음 부호(dấu sắc), 억음 부호(dấu huyền), 물결표(dấu ngã), 아래점(dấu nặng), 윗갈고리(dấu hỏi)를 성조 표시자로 사용한다.
- 웨일스어는 7개의 모음 a, e, i, o, u, w, y에 곡절, 트레마, 양음, 억음 부호를 사용한다. 가장 흔한 것은 곡절 부호(to bach, "작은 지붕" 또는 acen grom "구부러진 악센트" 또는 hirnod "긴 부호"라고 불림)로, 장모음을 나타내며, 보통 짧은 모음이나 반모음이 있는 유사한 단어와 구별하기 위해 사용된다. 더 희귀한 억음 부호는 반대 효과를 내어, 보통 장음으로 발음될 모음 소리를 짧게 만든다. 양음 부호와 트레마도 가끔 사용되어 각각 강세와 모음 분리를 나타낸다. w-곡절 부호 ŵ와 y-곡절 부호 ŷ는 웨일스어에서 가장 흔하게 악센트가 붙는 문자 중 하나이지만, 일반적으로 언어에서는 드물며, 최근까지 워드 프로세스 및 HTML 문서에서 얻기가 매우 어려웠다.

## 전자 (언어학)
로마 알파벳으로 쓰여지지 않는 여러 언어는 발음 구별 기호를 사용하여 전자되거나 로마자로 표기된다. 예시:
- 아랍어는 적용 유형, 지역, 대상 독자, 국가 등에 따라 여러 가지 로마자 표기법을 가지고 있으며, 이들 중 다수는 발음 구별 기호를 광범위하게 사용한다. 예를 들어, 일부 방법은 강세 자음 (ṣ, ṭ, ḍ, ẓ, ḥ)을 렌더링하기 위해 아래점을 사용한다. 매크론은 종종 장모음을 렌더링하는 데 사용된다. š는 종종 /ʃ/에 사용되고, ġ는 /ɣ/에 사용된다.
- 중국어는 움라우트를 사용하는 여러 로마자 표기법을 가지고 있지만, u (ü)에만 사용된다. 한어병음에서 만다린 중국어의 네 가지 성조는 매크론(제1성), 양음(제2성), 반대 곡절 부호(제3성), 억음(제4성) 발음 구별 기호로 표시된다. 예시: ā, á, ǎ, à.
- 로마자 표기된 일본어 (로마자)는 가끔 장모음을 표시하기 위해 매크론을 사용한다. 헵번식 로마자 표기법은 매크론을 사용하여 장모음을 표시하고, 훈령식 로마자 표기법과 일본식 로마자 표기법은 곡절 부호를 사용한다.
- 산스크리트어 및 힌디어 및 벵골어와 같은 여러 후손 언어는 손실 없는 로마자 표기법 시스템인 IAST를 사용한다. 여기에는 매크론(ā, ī, ū), 윗점 및 아랫점(ṛ, ḥ, ṃ, ṇ, ṣ, ṭ, ḍ)뿐만 아니라 기타 몇 가지(ś, ñ)와 같은 발음 구별 기호가 있는 여러 문자가 포함된다.

## 한계

### 정서법
아마도 유니코드 언어에서 유효한 문자를 구성하는 데 필요한 조합 발음 구별 기호의 최대 수는 8개로, "티베트어 및 란자나 문자의 잘 알려진 그래프 클러스터" 또는 HAKṢHMALAWARAYAṀ이다.
이것은 다음으로 구성된다.
1. U+0F67 ཧ tibetan letter ha
2. U+0F90 ྐ tibetan subjoined letter ka
3. U+0FB5 ྵ tibetan subjoined letter ssa
4. U+0FA8 ྨ tibetan subjoined letter ma
5. U+0FB3 ླ tibetan subjoined letter la
6. U+0FBA ྺ tibetan subjoined letter fixed-form wa
7. U+0FBC ྼ tibetan subjoined letter fixed-form ra
8. U+0FBB ྻ tibetan subjoined letter fixed-form ya
9. U+0F82 ྂ tibetan sign nyi zla naa da

렌더링 예시, 브라우저에 따라 깨질 수 있다:

티베트어: ཧྐྵྨླྺྼྻྂ
틀:Vpad

### 비정서법/장식적
일부 사용자는 웹 브라우저 및 기타 소프트웨어의 렌더링 한계를 탐색하여 문자당 과도하고 무의미한 발음 구별 기호로 단어를 "장식"하여 이른바 잘고 텍스트를 생성했다.

## 유니코드의 발음 구별 기호 목록
유니코드의 라틴 문자용 발음 구별 기호:
| 문자 | 문자 이름 유니코드 코드 포인트                                             | 부호                                                  | 일반 분류            | 스크립트  |
| ---- | -------------------------------------------------------------------------- | ----------------------------------------------------- | -------------------- | --------- |
| ◌̀    | - COMBINING GRAVE ACCENT - U+0300                                          | Grave                                                 | Mn: Mark, nonspacing | Inherited |
| ◌́    | - COMBINING ACUTE ACCENT - U+0301                                          | Acute                                                 | Mn: Mark, nonspacing | Inherited |
| ◌̂    | - COMBINING CIRCUMFLEX ACCENT - U+0302                                     | Circumflex                                            | Mn: Mark, nonspacing | Inherited |
| ◌̃    | - COMBINING TILDE - U+0303                                                 | Tilde                                                 | Mn: Mark, nonspacing | Inherited |
| ◌̄    | - COMBINING MACRON - U+0304                                                | Macron                                                | Mn: Mark, nonspacing | Inherited |
| ◌̅    | - COMBINING OVERLINE - U+0305                                              | Overline                                              | Mn: Mark, nonspacing | Inherited |
| ◌̆    | - COMBINING BREVE - U+0306                                                 | Breve                                                 | Mn: Mark, nonspacing | Inherited |
| ◌̇    | - COMBINING DOT ABOVE - U+0307                                             | Dot                                                   | Mn: Mark, nonspacing | Inherited |
| ◌̈    | - COMBINING DIAERESIS - U+0308                                             | Diaeresis                                             | Mn: Mark, nonspacing | Inherited |
| ◌̉    | - COMBINING HOOK ABOVE - U+0309                                            | Hook                                                  | Mn: Mark, nonspacing | Inherited |
| ◌̊    | - COMBINING RING ABOVE - U+030A                                            | Ring                                                  | Mn: Mark, nonspacing | Inherited |
| ◌̋    | - COMBINING DOUBLE ACUTE ACCENT - U+030B                                   | Double acute                                          | Mn: Mark, nonspacing | Inherited |
| ◌̌    | - COMBINING CARON - U+030C                                                 | Caron                                                 | Mn: Mark, nonspacing | Inherited |
| ◌̍    | - COMBINING VERTICAL LINE ABOVE - U+030D                                   | Vertical line                                         | Mn: Mark, nonspacing | Inherited |
| ◌̎    | - COMBINING DOUBLE VERTICAL LINE ABOVE - U+030E                            | Double vertical line                                  | Mn: Mark, nonspacing | Inherited |
| ◌̏    | - COMBINING DOUBLE GRAVE ACCENT - U+030F                                   | Double grave                                          | Mn: Mark, nonspacing | Inherited |
| ◌̐    | - COMBINING CANDRABINDU - U+0310                                           | Candrabindu                                           | Mn: Mark, nonspacing | Inherited |
| ◌̑    | - COMBINING INVERTED BREVE - U+0311                                        | Inverted breve                                        | Mn: Mark, nonspacing | Inherited |
| ◌̒    | - COMBINING TURNED COMMA ABOVE - U+0312                                    | Turned comma                                          | Mn: Mark, nonspacing | Inherited |
| ◌̓    | - COMBINING COMMA ABOVE - U+0313                                           | Comma                                                 | Mn: Mark, nonspacing | Inherited |
| ◌̔    | - COMBINING REVERSED COMMA ABOVE - U+0314                                  | Reversed comma                                        | Mn: Mark, nonspacing | Inherited |
| ◌̕    | - COMBINING COMMA ABOVE RIGHT - U+0315                                     | Comma right                                           | Mn: Mark, nonspacing | Inherited |
| ◌̖    | - COMBINING GRAVE ACCENT BELOW - U+0316                                    | Grave                                                 | Mn: Mark, nonspacing | Inherited |
| ◌̗    | - COMBINING ACUTE ACCENT BELOW - U+0317                                    | Acute                                                 | Mn: Mark, nonspacing | Inherited |
| ◌̘    | - COMBINING LEFT TACK BELOW - U+0318                                       | Left tack                                             | Mn: Mark, nonspacing | Inherited |
| ◌̙    | - COMBINING RIGHT TACK BELOW - U+0319                                      | Right tack                                            | Mn: Mark, nonspacing | Inherited |
| ◌̚    | - COMBINING LEFT ANGLE ABOVE - U+031A                                      | Left angle                                            | Mn: Mark, nonspacing | Inherited |
| ◌̛    | - COMBINING HORN - U+031B                                                  | Horn                                                  | Mn: Mark, nonspacing | Inherited |
| ◌̜    | - COMBINING LEFT HALF RING BELOW - U+031C                                  | Left half ring                                        | Mn: Mark, nonspacing | Inherited |
| ◌̝    | - COMBINING UP TACK BELOW - U+031D                                         | Up tack                                               | Mn: Mark, nonspacing | Inherited |
| ◌̞    | - COMBINING DOWN TACK BELOW - U+031E                                       | Down tack                                             | Mn: Mark, nonspacing | Inherited |
| ◌̟    | - COMBINING PLUS SIGN BELOW - U+031F                                       | Plus sign                                             | Mn: Mark, nonspacing | Inherited |
| ◌̠    | - COMBINING MINUS SIGN BELOW - U+0320                                      | Minus sign                                            | Mn: Mark, nonspacing | Inherited |
| ◌̡    | - COMBINING PALATALIZED HOOK BELOW - U+0321                                | Palatalized hook                                      | Mn: Mark, nonspacing | Inherited |
| ◌̢    | - COMBINING RETROFLEX HOOK BELOW - U+0322                                  | Retroflex hook                                        | Mn: Mark, nonspacing | Inherited |
| ◌̣    | - COMBINING DOT BELOW - U+0323                                             | Dot                                                   | Mn: Mark, nonspacing | Inherited |
| ◌̤    | - COMBINING DIAERESIS BELOW - U+0324                                       | Diaeresis                                             | Mn: Mark, nonspacing | Inherited |
| ◌̥    | - COMBINING RING BELOW - U+0325                                            | Ring                                                  | Mn: Mark, nonspacing | Inherited |
| ◌̦    | - COMBINING COMMA BELOW - U+0326                                           | Comma                                                 | Mn: Mark, nonspacing | Inherited |
| ◌̧    | - COMBINING CEDILLA - U+0327                                               | Cedilla                                               | Mn: Mark, nonspacing | Inherited |
| ◌̨    | - COMBINING OGONEK - U+0328                                                | Ogonek                                                | Mn: Mark, nonspacing | Inherited |
| ◌̩    | - COMBINING VERTICAL LINE BELOW - U+0329                                   | Vertical line                                         | Mn: Mark, nonspacing | Inherited |
| ◌̪    | - COMBINING BRIDGE BELOW - U+032A                                          | Bridge                                                | Mn: Mark, nonspacing | Inherited |
| ◌̫    | - COMBINING INVERTED DOUBLE ARCH BELOW - U+032B                            | Double arch                                           | Mn: Mark, nonspacing | Inherited |
| ◌̬    | - COMBINING CARON BELOW - U+032C                                           | Caron                                                 | Mn: Mark, nonspacing | Inherited |
| ◌̭    | - COMBINING CIRCUMFLEX ACCENT BELOW - U+032D                               | Circumflex                                            | Mn: Mark, nonspacing | Inherited |
| ◌̮    | - COMBINING BREVE BELOW - U+032E                                           | Breve                                                 | Mn: Mark, nonspacing | Inherited |
| ◌̯    | - COMBINING INVERTED BREVE BELOW - U+032F                                  | Inverted breve                                        | Mn: Mark, nonspacing | Inherited |
| ◌̰    | - COMBINING TILDE BELOW - U+0330                                           | Tilde                                                 | Mn: Mark, nonspacing | Inherited |
| ◌̱    | - COMBINING MACRON BELOW - U+0331                                          | Macron                                                | Mn: Mark, nonspacing | Inherited |
| ◌̲    | - COMBINING LOW LINE - U+0332                                              | Low line                                              | Mn: Mark, nonspacing | Inherited |
| ◌̳    | - COMBINING DOUBLE LOW LINE - U+0333                                       | Double low line                                       | Mn: Mark, nonspacing | Inherited |
| ◌̴    | - COMBINING TILDE OVERLAY - U+0334                                         | Tilde overlay                                         | Mn: Mark, nonspacing | Inherited |
| ◌̵    | - COMBINING SHORT STROKE OVERLAY - U+0335                                  | Short stroke overlay                                  | Mn: Mark, nonspacing | Inherited |
| ◌̶    | - COMBINING LONG STROKE OVERLAY - U+0336                                   | Long stroke overlay                                   | Mn: Mark, nonspacing | Inherited |
| ◌̷    | - COMBINING SHORT SOLIDUS OVERLAY - U+0337                                 | Short solidus overlay                                 | Mn: Mark, nonspacing | Inherited |
| ◌̸    | - COMBINING LONG SOLIDUS OVERLAY - U+0338                                  | Long solidus overlay                                  | Mn: Mark, nonspacing | Inherited |
| ◌̹    | - COMBINING RIGHT HALF RING BELOW - U+0339                                 | Right half ring                                       | Mn: Mark, nonspacing | Inherited |
| ◌̺    | - COMBINING INVERTED BRIDGE BELOW - U+033A                                 | Inverted bridge                                       | Mn: Mark, nonspacing | Inherited |
| ◌̻    | - COMBINING SQUARE BELOW - U+033B                                          | Square                                                | Mn: Mark, nonspacing | Inherited |
| ◌̼    | - COMBINING SEAGULL BELOW - U+033C                                         | Seagull                                               | Mn: Mark, nonspacing | Inherited |
| ◌̽    | - COMBINING X ABOVE - U+033D                                               | X                                                     | Mn: Mark, nonspacing | Inherited |
| ◌̾    | - COMBINING VERTICAL TILDE - U+033E                                        | Vertical tilde                                        | Mn: Mark, nonspacing | Inherited |
| ◌̿    | - COMBINING DOUBLE OVERLINE - U+033F                                       | Double overline                                       | Mn: Mark, nonspacing | Inherited |
| ◌̀    | - COMBINING GRAVE TONE MARK - U+0340                                       | Grave tone                                            | Mn: Mark, nonspacing | Inherited |
| ◌́    | - COMBINING ACUTE TONE MARK - U+0341                                       | Acute tone                                            | Mn: Mark, nonspacing | Inherited |
| ◌͆    | - COMBINING BRIDGE ABOVE - U+0346                                          | Bridge                                                | Mn: Mark, nonspacing | Inherited |
| ◌͇    | - COMBINING EQUALS SIGN BELOW - U+0347                                     | Equals sign                                           | Mn: Mark, nonspacing | Inherited |
| ◌͈    | - COMBINING DOUBLE VERTICAL LINE BELOW - U+0348                            | Double vertical line                                  | Mn: Mark, nonspacing | Inherited |
| ◌͉    | - COMBINING LEFT ANGLE BELOW - U+0349                                      | Left angle                                            | Mn: Mark, nonspacing | Inherited |
| ◌͊    | - COMBINING NOT TILDE ABOVE - U+034A                                       | Not tilde                                             | Mn: Mark, nonspacing | Inherited |
| ◌͋    | - COMBINING HOMOTHETIC ABOVE - U+034B                                      | Homothetic                                            | Mn: Mark, nonspacing | Inherited |
| ◌͌    | - COMBINING ALMOST EQUAL TO ABOVE - U+034C                                 | Almost equal to                                       | Mn: Mark, nonspacing | Inherited |
| ◌͍    | - COMBINING LEFT RIGHT ARROW BELOW - U+034D                                | Left right arrow                                      | Mn: Mark, nonspacing | Inherited |
| ◌͎    | - COMBINING UPWARDS ARROW BELOW - U+034E                                   | Upwards arrow                                         | Mn: Mark, nonspacing | Inherited |
| ◌͐    | - COMBINING RIGHT ARROWHEAD ABOVE - U+0350                                 | Right arrowhead                                       | Mn: Mark, nonspacing | Inherited |
| ◌͑    | - COMBINING LEFT HALF RING ABOVE - U+0351                                  | Left half ring                                        | Mn: Mark, nonspacing | Inherited |
| ◌͒    | - COMBINING FERMATA - U+0352                                               | Fermata                                               | Mn: Mark, nonspacing | Inherited |
| ◌͓    | - COMBINING X BELOW - U+0353                                               | X                                                     | Mn: Mark, nonspacing | Inherited |
| ◌͔    | - COMBINING LEFT ARROWHEAD BELOW - U+0354                                  | Left arrowhead                                        | Mn: Mark, nonspacing | Inherited |
| ◌͕    | - COMBINING RIGHT ARROWHEAD BELOW - U+0355                                 | Right arrowhead                                       | Mn: Mark, nonspacing | Inherited |
| ◌͖    | - COMBINING RIGHT ARROWHEAD AND UP ARROWHEAD BELOW - U+0356                | Right arrowhead and up arrowhead                      | Mn: Mark, nonspacing | Inherited |
| ◌͗    | - COMBINING RIGHT HALF RING ABOVE - U+0357                                 | Right half ring                                       | Mn: Mark, nonspacing | Inherited |
| ◌͘    | - COMBINING DOT ABOVE RIGHT - U+0358                                       | Dot right                                             | Mn: Mark, nonspacing | Inherited |
| ◌͙    | - COMBINING ASTERISK BELOW - U+0359                                        | Asterisk                                              | Mn: Mark, nonspacing | Inherited |
| ◌͚    | - COMBINING DOUBLE RING BELOW - U+035A                                     | Double ring                                           | Mn: Mark, nonspacing | Inherited |
| ◌͛    | - COMBINING ZIGZAG ABOVE - U+035B                                          | Zigzag                                                | Mn: Mark, nonspacing | Inherited |
| ◌͜◌   | - COMBINING DOUBLE BREVE BELOW - U+035C                                    | Double breve                                          | Mn: Mark, nonspacing | Inherited |
| ◌͝◌   | - COMBINING DOUBLE BREVE - U+035D                                          | Double breve                                          | Mn: Mark, nonspacing | Inherited |
| ◌͞◌   | - COMBINING DOUBLE MACRON - U+035E                                         | Double macron                                         | Mn: Mark, nonspacing | Inherited |
| ◌͟◌   | - COMBINING DOUBLE MACRON BELOW - U+035F                                   | Double macron                                         | Mn: Mark, nonspacing | Inherited |
| ◌͠◌   | - COMBINING DOUBLE TILDE - U+0360                                          | Double tilde                                          | Mn: Mark, nonspacing | Inherited |
| ◌͡◌   | - COMBINING DOUBLE INVERTED BREVE - U+0361                                 | Double inverted breve                                 | Mn: Mark, nonspacing | Inherited |
| ◌͢◌   | - COMBINING DOUBLE RIGHTWARDS ARROW BELOW - U+0362                         | Double rightwards arrow                               | Mn: Mark, nonspacing | Inherited |
| ◌ͣ    | - COMBINING LATIN SMALL LETTER A - U+0363                                  | Latin small letter a                                  | Mn: Mark, nonspacing | Inherited |
| ◌ͤ    | - COMBINING LATIN SMALL LETTER E - U+0364                                  | Latin small letter e                                  | Mn: Mark, nonspacing | Inherited |
| ◌ͥ    | - COMBINING LATIN SMALL LETTER I - U+0365                                  | Latin small letter i                                  | Mn: Mark, nonspacing | Inherited |
| ◌ͦ    | - COMBINING LATIN SMALL LETTER O - U+0366                                  | Latin small letter o                                  | Mn: Mark, nonspacing | Inherited |
| ◌ͧ    | - COMBINING LATIN SMALL LETTER U - U+0367                                  | Latin small letter u                                  | Mn: Mark, nonspacing | Inherited |
| ◌ͨ    | - COMBINING LATIN SMALL LETTER C - U+0368                                  | Latin small letter c                                  | Mn: Mark, nonspacing | Inherited |
| ◌ͩ    | - COMBINING LATIN SMALL LETTER D - U+0369                                  | Latin small letter d                                  | Mn: Mark, nonspacing | Inherited |
| ◌ͪ    | - COMBINING LATIN SMALL LETTER H - U+036A                                  | Latin small letter h                                  | Mn: Mark, nonspacing | Inherited |
| ◌ͫ    | - COMBINING LATIN SMALL LETTER M - U+036B                                  | Latin small letter m                                  | Mn: Mark, nonspacing | Inherited |
| ◌ͬ    | - COMBINING LATIN SMALL LETTER R - U+036C                                  | Latin small letter r                                  | Mn: Mark, nonspacing | Inherited |
| ◌ͭ    | - COMBINING LATIN SMALL LETTER T - U+036D                                  | Latin small letter t                                  | Mn: Mark, nonspacing | Inherited |
| ◌ͮ    | - COMBINING LATIN SMALL LETTER V - U+036E                                  | Latin small letter v                                  | Mn: Mark, nonspacing | Inherited |
| ◌ͯ    | - COMBINING LATIN SMALL LETTER X - U+036F                                  | Latin small letter x                                  | Mn: Mark, nonspacing | Inherited |
| ◌᪰    | - COMBINING DOUBLED CIRCUMFLEX ACCENT - U+1AB0                             | Doubled circumflex                                    | Mn: Mark, nonspacing | Inherited |
| ◌᪱    | - COMBINING DIAERESIS-RING - U+1AB1                                        | Diaeresis-ring                                        | Mn: Mark, nonspacing | Inherited |
| ◌᪲    | - COMBINING INFINITY - U+1AB2                                              | Infinity                                              | Mn: Mark, nonspacing | Inherited |
| ◌᪳    | - COMBINING DOWNWARDS ARROW - U+1AB3                                       | Downwards arrow                                       | Mn: Mark, nonspacing | Inherited |
| ◌᪴    | - COMBINING TRIPLE DOT - U+1AB4                                            | Triple dot                                            | Mn: Mark, nonspacing | Inherited |
| ◌᪵    | - COMBINING X-X BELOW - U+1AB5                                             | X-x                                                   | Mn: Mark, nonspacing | Inherited |
| ◌᪶    | - COMBINING WIGGLY LINE BELOW - U+1AB6                                     | Wiggly line                                           | Mn: Mark, nonspacing | Inherited |
| ◌᪷    | - COMBINING OPEN MARK BELOW - U+1AB7                                       | Open mark                                             | Mn: Mark, nonspacing | Inherited |
| ◌᪸    | - COMBINING DOUBLE OPEN MARK BELOW - U+1AB8                                | Double open mark                                      | Mn: Mark, nonspacing | Inherited |
| ◌᪹    | - COMBINING LIGHT CENTRALIZATION STROKE BELOW - U+1AB9                     | Light centralization stroke                           | Mn: Mark, nonspacing | Inherited |
| ◌᪺    | - COMBINING STRONG CENTRALIZATION STROKE BELOW - U+1ABA                    | Strong centralization stroke                          | Mn: Mark, nonspacing | Inherited |
| ◌᪻    | - COMBINING PARENTHESES ABOVE - U+1ABB                                     | Parentheses                                           | Mn: Mark, nonspacing | Inherited |
| ◌᪼    | - COMBINING DOUBLE PARENTHESES ABOVE - U+1ABC                              | Double parentheses                                    | Mn: Mark, nonspacing | Inherited |
| ◌᪽    | - COMBINING PARENTHESES BELOW - U+1ABD                                     | Parentheses                                           | Mn: Mark, nonspacing | Inherited |
| ◌ᪿ    | - COMBINING LATIN SMALL LETTER W BELOW - U+1ABF                            | Latin small letter w                                  | Mn: Mark, nonspacing | Inherited |
| ◌ᫀ    | - COMBINING LATIN SMALL LETTER TURNED W BELOW - U+1AC0                     | Latin small letter turned w                           | Mn: Mark, nonspacing | Inherited |
| ◌᷀    | - COMBINING DOTTED GRAVE ACCENT - U+1DC0                                   | Dotted grave                                          | Mn: Mark, nonspacing | Inherited |
| ◌᷁    | - COMBINING DOTTED ACUTE ACCENT - U+1DC1                                   | Dotted acute                                          | Mn: Mark, nonspacing | Inherited |
| ◌᷂    | - COMBINING SNAKE BELOW - U+1DC2                                           | Snake                                                 | Mn: Mark, nonspacing | Inherited |
| ◌᷃    | - COMBINING SUSPENSION MARK - U+1DC3                                       | Suspension mark                                       | Mn: Mark, nonspacing | Inherited |
| ◌᷄    | - COMBINING MACRON-ACUTE - U+1DC4                                          | Macron-acute                                          | Mn: Mark, nonspacing | Inherited |
| ◌᷅    | - COMBINING GRAVE-MACRON - U+1DC5                                          | Grave-macron                                          | Mn: Mark, nonspacing | Inherited |
| ◌᷆    | - COMBINING MACRON-GRAVE - U+1DC6                                          | Macron-grave                                          | Mn: Mark, nonspacing | Inherited |
| ◌᷇    | - COMBINING ACUTE-MACRON - U+1DC7                                          | Acute-macron                                          | Mn: Mark, nonspacing | Inherited |
| ◌᷈    | - COMBINING GRAVE-ACUTE-GRAVE - U+1DC8                                     | Grave-acute-grave                                     | Mn: Mark, nonspacing | Inherited |
| ◌᷉    | - COMBINING ACUTE-GRAVE-ACUTE - U+1DC9                                     | Acute-grave-acute                                     | Mn: Mark, nonspacing | Inherited |
| ◌᷊    | - COMBINING LATIN SMALL LETTER R BELOW - U+1DCA                            | Latin small letter r                                  | Mn: Mark, nonspacing | Inherited |
| ◌᷋    | - COMBINING BREVE-MACRON - U+1DCB                                          | Breve-macron                                          | Mn: Mark, nonspacing | Inherited |
| ◌᷌    | - COMBINING MACRON-BREVE - U+1DCC                                          | Macron-breve                                          | Mn: Mark, nonspacing | Inherited |
| ◌᷍◌   | - COMBINING DOUBLE CIRCUMFLEX ABOVE - U+1DCD                               | Double circumflex                                     | Mn: Mark, nonspacing | Inherited |
| ◌᷎    | - COMBINING OGONEK ABOVE - U+1DCE                                          | Ogonek                                                | Mn: Mark, nonspacing | Inherited |
| ◌᷏    | - COMBINING ZIGZAG BELOW - U+1DCF                                          | Zigzag                                                | Mn: Mark, nonspacing | Inherited |
| ◌᷐    | - COMBINING IS BELOW - U+1DD0                                              | Is                                                    | Mn: Mark, nonspacing | Inherited |
| ◌᷑    | - COMBINING UR ABOVE - U+1DD1                                              | Ur                                                    | Mn: Mark, nonspacing | Inherited |
| ◌᷒    | - COMBINING US ABOVE - U+1DD2                                              | Us                                                    | Mn: Mark, nonspacing | Inherited |
| ◌ᷓ    | - COMBINING LATIN SMALL LETTER FLATTENED OPEN A ABOVE - U+1DD3             | Latin small letter flattened open a                   | Mn: Mark, nonspacing | Inherited |
| ◌ᷔ    | - COMBINING LATIN SMALL LETTER AE - U+1DD4                                 | Latin small letter ae                                 | Mn: Mark, nonspacing | Inherited |
| ◌ᷕ    | - COMBINING LATIN SMALL LETTER AO - U+1DD5                                 | Latin small letter ao                                 | Mn: Mark, nonspacing | Inherited |
| ◌ᷖ    | - COMBINING LATIN SMALL LETTER AV - U+1DD6                                 | Latin small letter av                                 | Mn: Mark, nonspacing | Inherited |
| ◌ᷗ    | - COMBINING LATIN SMALL LETTER C CEDILLA - U+1DD7                          | Latin small letter c cedilla                          | Mn: Mark, nonspacing | Inherited |
| ◌ᷘ    | - COMBINING LATIN SMALL LETTER INSULAR D - U+1DD8                          | Latin small letter insular d                          | Mn: Mark, nonspacing | Inherited |
| ◌ᷙ    | - COMBINING LATIN SMALL LETTER ETH - U+1DD9                                | Latin small letter eth                                | Mn: Mark, nonspacing | Inherited |
| ◌ᷚ    | - COMBINING LATIN SMALL LETTER G - U+1DDA                                  | Latin small letter g                                  | Mn: Mark, nonspacing | Inherited |
| ◌ᷛ    | - COMBINING LATIN LETTER SMALL CAPITAL G - U+1DDB                          | Latin letter small capital g                          | Mn: Mark, nonspacing | Inherited |
| ◌ᷜ    | - COMBINING LATIN SMALL LETTER K - U+1DDC                                  | Latin small letter k                                  | Mn: Mark, nonspacing | Inherited |
| ◌ᷝ    | - COMBINING LATIN SMALL LETTER L - U+1DDD                                  | Latin small letter l                                  | Mn: Mark, nonspacing | Inherited |
| ◌ᷞ    | - COMBINING LATIN LETTER SMALL CAPITAL L - U+1DDE                          | Latin letter small capital l                          | Mn: Mark, nonspacing | Inherited |
| ◌ᷟ    | - COMBINING LATIN LETTER SMALL CAPITAL M - U+1DDF                          | Latin letter small capital m                          | Mn: Mark, nonspacing | Inherited |
| ◌ᷠ    | - COMBINING LATIN SMALL LETTER N - U+1DE0                                  | Latin small letter n                                  | Mn: Mark, nonspacing | Inherited |
| ◌ᷡ    | - COMBINING LATIN LETTER SMALL CAPITAL N - U+1DE1                          | Latin letter small capital n                          | Mn: Mark, nonspacing | Inherited |
| ◌ᷢ    | - COMBINING LATIN LETTER SMALL CAPITAL R - U+1DE2                          | Latin letter small capital r                          | Mn: Mark, nonspacing | Inherited |
| ◌ᷣ    | - COMBINING LATIN SMALL LETTER R ROTUNDA - U+1DE3                          | Latin small letter r rotunda                          | Mn: Mark, nonspacing | Inherited |
| ◌ᷤ    | - COMBINING LATIN SMALL LETTER S - U+1DE4                                  | Latin small letter s                                  | Mn: Mark, nonspacing | Inherited |
| ◌ᷥ    | - COMBINING LATIN SMALL LETTER LONG S - U+1DE5                             | Latin small letter long s                             | Mn: Mark, nonspacing | Inherited |
| ◌ᷦ    | - COMBINING LATIN SMALL LETTER Z - U+1DE6                                  | Latin small letter z                                  | Mn: Mark, nonspacing | Inherited |
| ◌ᷧ    | - COMBINING LATIN SMALL LETTER ALPHA - U+1DE7                              | Latin small letter alpha                              | Mn: Mark, nonspacing | Inherited |
| ◌ᷨ    | - COMBINING LATIN SMALL LETTER B - U+1DE8                                  | Latin small letter b                                  | Mn: Mark, nonspacing | Inherited |
| ◌ᷩ    | - COMBINING LATIN SMALL LETTER BETA - U+1DE9                               | Latin small letter beta                               | Mn: Mark, nonspacing | Inherited |
| ◌ᷪ    | - COMBINING LATIN SMALL LETTER SCHWA - U+1DEA                              | Latin small letter schwa                              | Mn: Mark, nonspacing | Inherited |
| ◌ᷫ    | - COMBINING LATIN SMALL LETTER F - U+1DEB                                  | Latin small letter f                                  | Mn: Mark, nonspacing | Inherited |
| ◌ᷬ    | - COMBINING LATIN SMALL LETTER L WITH DOUBLE MIDDLE TILDE - U+1DEC         | Latin small letter l with double middle tilde         | Mn: Mark, nonspacing | Inherited |
| ◌ᷭ    | - COMBINING LATIN SMALL LETTER O WITH LIGHT CENTRALIZATION STROKE - U+1DED | Latin small letter o with light centralization stroke | Mn: Mark, nonspacing | Inherited |
| ◌ᷮ    | - COMBINING LATIN SMALL LETTER P - U+1DEE                                  | Latin small letter p                                  | Mn: Mark, nonspacing | Inherited |
| ◌ᷯ    | - COMBINING LATIN SMALL LETTER ESH - U+1DEF                                | Latin small letter esh                                | Mn: Mark, nonspacing | Inherited |
| ◌ᷰ    | - COMBINING LATIN SMALL LETTER U WITH LIGHT CENTRALIZATION STROKE - U+1DF0 | Latin small letter u with light centralization stroke | Mn: Mark, nonspacing | Inherited |
| ◌ᷱ    | - COMBINING LATIN SMALL LETTER W - U+1DF1                                  | Latin small letter w                                  | Mn: Mark, nonspacing | Inherited |
| ◌ᷲ    | - COMBINING LATIN SMALL LETTER A WITH DIAERESIS - U+1DF2                   | Latin small letter a with diaeresis                   | Mn: Mark, nonspacing | Inherited |
| ◌ᷳ    | - COMBINING LATIN SMALL LETTER O WITH DIAERESIS - U+1DF3                   | Latin small letter o with diaeresis                   | Mn: Mark, nonspacing | Inherited |
| ◌ᷴ    | - COMBINING LATIN SMALL LETTER U WITH DIAERESIS - U+1DF4                   | Latin small letter u with diaeresis                   | Mn: Mark, nonspacing | Inherited |
| ◌᷵    | - COMBINING UP TACK ABOVE - U+1DF5                                         | Up tack                                               | Mn: Mark, nonspacing | Inherited |
| ◌᷸    | - COMBINING DOT ABOVE LEFT - U+1DF8                                        | Dot left                                              | Mn: Mark, nonspacing | Inherited |
| ◌᷹    | - COMBINING WIDE INVERTED BRIDGE BELOW - U+1DF9                            | Wide inverted bridge                                  | Mn: Mark, nonspacing | Inherited |
| ◌᷻    | - COMBINING DELETION MARK - U+1DFB                                         | Deletion mark                                         | Mn: Mark, nonspacing | Inherited |
| ◌᷼◌   | - COMBINING DOUBLE INVERTED BREVE BELOW - U+1DFC                           | Double inverted breve                                 | Mn: Mark, nonspacing | Inherited |
| ◌᷽    | - COMBINING ALMOST EQUAL TO BELOW - U+1DFD                                 | Almost equal to                                       | Mn: Mark, nonspacing | Inherited |
| ◌᷾    | - COMBINING LEFT ARROWHEAD ABOVE - U+1DFE                                  | Left arrowhead                                        | Mn: Mark, nonspacing | Inherited |
| ◌᷿    | - COMBINING RIGHT ARROWHEAD AND DOWN ARROWHEAD BELOW - U+1DFF              | Right arrowhead and down arrowhead                    | Mn: Mark, nonspacing | Inherited |
| ◌⃐◌   | - COMBINING LEFT HARPOON ABOVE - U+20D0                                    | Left harpoon                                          | Mn: Mark, nonspacing | Inherited |
| ◌⃑◌   | - COMBINING RIGHT HARPOON ABOVE - U+20D1                                   | Right harpoon                                         | Mn: Mark, nonspacing | Inherited |
| ◌⃒    | - COMBINING LONG VERTICAL LINE OVERLAY - U+20D2                            | Long vertical line overlay                            | Mn: Mark, nonspacing | Inherited |
| ◌⃓    | - COMBINING SHORT VERTICAL LINE OVERLAY - U+20D3                           | Short vertical line overlay                           | Mn: Mark, nonspacing | Inherited |
| ◌⃔◌   | - COMBINING ANTICLOCKWISE ARROW ABOVE - U+20D4                             | Anticlockwise arrow                                   | Mn: Mark, nonspacing | Inherited |
| ◌⃕◌   | - COMBINING CLOCKWISE ARROW ABOVE - U+20D5                                 | Clockwise arrow                                       | Mn: Mark, nonspacing | Inherited |
| ◌⃖◌   | - COMBINING LEFT ARROW ABOVE - U+20D6                                      | Left arrow                                            | Mn: Mark, nonspacing | Inherited |
| ◌⃗◌   | - COMBINING RIGHT ARROW ABOVE - U+20D7                                     | Right arrow                                           | Mn: Mark, nonspacing | Inherited |
| ◌⃘    | - COMBINING RING OVERLAY - U+20D8                                          | Ring overlay                                          | Mn: Mark, nonspacing | Inherited |
| ◌⃙    | - COMBINING CLOCKWISE RING OVERLAY - U+20D9                                | Clockwise ring overlay                                | Mn: Mark, nonspacing | Inherited |
| ◌⃚    | - COMBINING ANTICLOCKWISE RING OVERLAY - U+20DA                            | Anticlockwise ring overlay                            | Mn: Mark, nonspacing | Inherited |
| ◌⃛◌   | - COMBINING THREE DOTS ABOVE - U+20DB                                      | Three dots                                            | Mn: Mark, nonspacing | Inherited |
| ◌⃜◌   | - COMBINING FOUR DOTS ABOVE - U+20DC                                       | Four dots                                             | Mn: Mark, nonspacing | Inherited |
| ◌⃡◌   | - COMBINING LEFT RIGHT ARROW ABOVE - U+20E1                                | Left right arrow                                      | Mn: Mark, nonspacing | Inherited |
| ◌⃥    | - COMBINING REVERSE SOLIDUS OVERLAY - U+20E5                               | Reverse solidus overlay                               | Mn: Mark, nonspacing | Inherited |
| ◌⃦    | - COMBINING DOUBLE VERTICAL STROKE OVERLAY - U+20E6                        | Double vertical stroke overlay                        | Mn: Mark, nonspacing | Inherited |
| ◌⃧    | - COMBINING ANNUITY SYMBOL - U+20E7                                        | Annuity symbol                                        | Mn: Mark, nonspacing | Inherited |
| ◌⃨    | - COMBINING TRIPLE UNDERDOT - U+20E8                                       | Triple underdot                                       | Mn: Mark, nonspacing | Inherited |
| ◌⃩◌   | - COMBINING WIDE BRIDGE ABOVE - U+20E9                                     | Wide bridge                                           | Mn: Mark, nonspacing | Inherited |
| ◌⃪    | - COMBINING LEFTWARDS ARROW OVERLAY - U+20EA                               | Leftwards arrow overlay                               | Mn: Mark, nonspacing | Inherited |
| ◌⃫    | - COMBINING LONG DOUBLE SOLIDUS OVERLAY - U+20EB                           | Long double solidus overlay                           | Mn: Mark, nonspacing | Inherited |
| ◌⃬    | - COMBINING RIGHTWARDS HARPOON WITH BARB DOWNWARDS - U+20EC                | Rightwards harpoon with barb downwards                | Mn: Mark, nonspacing | Inherited |
| ◌⃭    | - COMBINING LEFTWARDS HARPOON WITH BARB DOWNWARDS - U+20ED                 | Leftwards harpoon with barb downwards                 | Mn: Mark, nonspacing | Inherited |
| ◌⃮    | - COMBINING LEFT ARROW BELOW - U+20EE                                      | Left arrow                                            | Mn: Mark, nonspacing | Inherited |
| ◌⃯    | - COMBINING RIGHT ARROW BELOW - U+20EF                                     | Right arrow                                           | Mn: Mark, nonspacing | Inherited |
| ◌⃰◌   | - COMBINING ASTERISK ABOVE - U+20F0                                        | Asterisk                                              | Mn: Mark, nonspacing | Inherited |
| ◌︠    | - COMBINING LIGATURE LEFT HALF - U+FE20                                    | Ligature left half                                    | Mn: Mark, nonspacing | Inherited |
| ◌︡    | - COMBINING LIGATURE RIGHT HALF - U+FE21                                   | Ligature right half                                   | Mn: Mark, nonspacing | Inherited |
| ◌︢    | - COMBINING DOUBLE TILDE LEFT HALF - U+FE22                                | Double tilde left half                                | Mn: Mark, nonspacing | Inherited |
| ◌︣    | - COMBINING DOUBLE TILDE RIGHT HALF - U+FE23                               | Double tilde right half                               | Mn: Mark, nonspacing | Inherited |
| ◌︤    | - COMBINING MACRON LEFT HALF - U+FE24                                      | Macron left half                                      | Mn: Mark, nonspacing | Inherited |
| ◌︥    | - COMBINING MACRON RIGHT HALF - U+FE25                                     | Macron right half                                     | Mn: Mark, nonspacing | Inherited |
| ◌︦◌   | - COMBINING CONJOINING MACRON - U+FE26                                     | Conjoining macron                                     | Mn: Mark, nonspacing | Inherited |
| ◌︧    | - COMBINING LIGATURE LEFT HALF BELOW - U+FE27                              | Ligature left half                                    | Mn: Mark, nonspacing | Inherited |
| ◌︨    | - COMBINING LIGATURE RIGHT HALF BELOW - U+FE28                             | Ligature right half                                   | Mn: Mark, nonspacing | Inherited |
| ◌︩    | - COMBINING TILDE LEFT HALF BELOW - U+FE29                                 | Tilde left half                                       | Mn: Mark, nonspacing | Inherited |
| ◌︪    | - COMBINING TILDE RIGHT HALF BELOW - U+FE2A                                | Tilde right half                                      | Mn: Mark, nonspacing | Inherited |
| ◌︫    | - COMBINING MACRON LEFT HALF BELOW - U+FE2B                                | Macron left half                                      | Mn: Mark, nonspacing | Inherited |
| ◌︬    | - COMBINING MACRON RIGHT HALF BELOW - U+FE2C                               | Macron right half                                     | Mn: Mark, nonspacing | Inherited |
| ◌︭    | - COMBINING CONJOINING MACRON BELOW - U+FE2D                               | Conjoining macron                                     | Mn: Mark, nonspacing | Inherited |

## 같이 보기
- 아포스트로피